# Список шедеврів усної та нематеріальної культурної спадщини людства
Список шедеврів усної та нематеріальної культурної спадщини людства (англ. Intangible Cultural Heritage List) складений у рамках програми ЮНЕСКО «Шедеври усної та нематеріальної культурної спадщини людства», створений, щоб звернути увагу на нематеріальну культурну спадщину. Станом на 2023 рік до списку входять 676 елементів нематеріальної культурної спадщини 140 країн.

## А

### Австрія
Представницький список:
- 2012 — Шеменлауфен, карнавал в Імсті
- 2015 — Класична верхова їзда та Вища школа Іспанської школи верхової їзди у Відні
- 2018 — Блаудрук/Модротиск/Кекфестес/Модротлач, блоковий друк із захисним покриттям та фарбування індиго в Європі (спільно з Німеччиною, Словаччиною, Угорщиною, Чехією)
- 2018 — Ризик-менеджмент щодо лавин (спільно зі Швейцарією)
- 2019 — Відгінне скотарство, сезонний перегін худоби міграційними шляхами в Середземномор'ї та Альпах (спільно з Грецією, Італією)
- 2021 — Соколине полювання, жива людська спадщина (спільно з Бельгією, Ірландією, Іспанією, Італією, Казахстаном, Катаром, Киргизстаном, Марокко, Монголією, Нідерландами, Німеччиною, Об'єднаними Арабськими Еміратами, Пакистаном, Південною Кореєю, Польщею, Португалією, Саудівською Аравією, Сирією, Словаччиною, Угорщиною, Францією, Хорватією, Чехією)
- 2022 — Традиції розведення коней породи ліпіцанер (спільно з Боснією і Герцеговиною, Італією, Румунією, Словаччиною, Словенією, Угорщиною, Хорватією)
- 2022 — Лісосплав (спільно з Іспанією, Латвією, Німеччиною, Польщею, Чехією)

Реєстр добрих практик з охорони:
- 2016 — Регіональні центри народних промислів: стратегія охорони культурної спадщини традиційного ремесла
- 2020 — Ремісничі техніки та звичайні практики соборних майстерень (або Баугюттен) у Європі, ноу-хау, передача, розвиток знань та інновацій (спільно з Німеччиною, Норвегією, Францією, Швейцарією)

### AZE

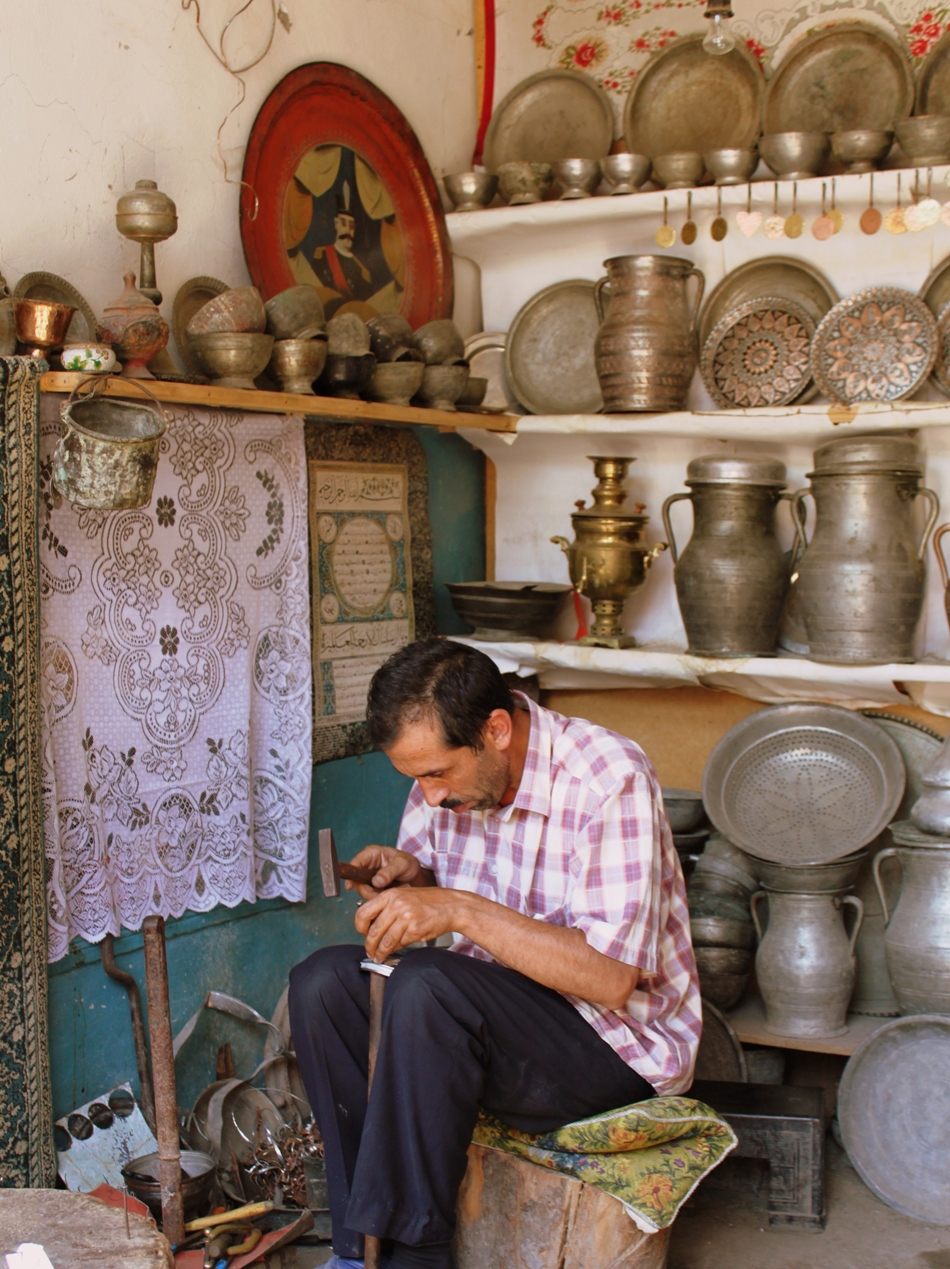
Виробник мідного посуду в Лагичі

### Азербайджан
Представницький список:
- 2008 — Азербайджанський мугам
- 2009 — Мистецтво азербайджанських ашугів
- 2010 — Традиційне мистецтво азербайджанського килимарства в Азербайджанській Республіці
- 2012 — Майстерність виготовлення та мистецтво гри на тарі
- 2014 — Традиційне мистецтво та символіка кялагаї, виготовлення та носіння жіночих шовкових хусток
- 2015 — Мідне виробництво в Лагичі

- 2016 — Навруз (спільно з Афганістаном, Індією, Іраком, Іраном, Казахстаном, Киргизстаном, Пакистаном, Таджикистаном, Туреччиною, Туркменістаном, Узбекистаном)
- 2016 — Культура приготування та обміну хліба: лаваш, катирма, джупка, юфка (спільно з Іраном, Казахстаном, Киргизстаном, Туреччиною)
- 2017 — Традиція приготування та обміну долми, маркер культурної ідентичності
- 2017 — Майстерність виготовлення та гри на струнному музичному інструменті кеманче (спільно з Іраном)
- 2018 — Спадщина діда Коркута/Коркута Ата, епічна культура, народні казки та музика (спільно з Казахстаном, Туреччиною)
- 2020 — Нар Байрамі, традиційне свято гранату та культура
- 2020 — Мистецтво мініатюри (спільно з Іраном, Туреччиною, Узбекистаном)
- 2022 — Культура чаю, символ ідентичності, гостинності та соціальної взаємодії (спільно з Туреччиною)
- 2022 — Пехлеванликська культура: традиційні ігри зорхана, спорт і боротьба
- 2022 — Традиції оповідань, анекдотів про Ходжу Насреддіна/Моллу Насреддіна/Моллу Епенді/Апенді/Афенді Кожанасира (спільно з Казахстаном, Киргизстаном, Таджикистаном, Туреччиною, Туркменістаном, Узбекистаном)
- 2022 — Шовківництво та традиційне виробництво шовку для ткацтва (спільно з Афганістаном, Іраном, Таджикистаном, Туреччиною, Туркменістаном, Узбекистаном)

Потребують термінової охорони:
- 2013 — Човкан, традиційна карабаська верхова гра в Азербайджанській Республіці
- 2018 — Ялли (кочарі, тєнзере), колективні традиційні танці Нахічевані

### Албанія
Представницький список:
- 2008 — Албанський народний ізополіфонічний спів
- 2022 — Джублета, вміння, майстерність і форми використання

### Алжир
Представницький список:
- 2008 — Ахелліл із Гурари
- 2012 — Обряди та майстерність, пов'язані з традицією весільного костюма Тлемсена
- 2013 — Щорічне паломництво до мавзолею Сіді Абд аль-Кадір Бен Мохамед (Сіді Шейх)
- 2013 — Практики та знання, пов'язані з імзадом туарезьких громад Алжиру, Малі та Нігеру (спільно з Малі та Нігером)
- 2014 — Ритуал і церемонії Себіба в оазисі Джанет, Алжир
- 2015 — Сбуа, щорічне паломництво до завії Сіді-ель-Хадж-Белкасем у Гурарі
- 2020 — Знання, ноу-хау та практики, що стосуються виробництва та споживання кускусу (спільно з Мавританією, Марокко, Тунісом)
- 2021 — Арабська каліграфія: знання, навички та практики (спільно з Бахрейном, Єгиптом, Єменом, Іраком, Йорданією, Кувейтом, Ліваном, Мавританією, Марокко, Об'єднаними Арабськими Еміратами, Оманом, Палестинською державою, Саудівською Аравією, Суданом, Тунісом)
- 2022 — Раї, популярна народна пісня Алжиру

Потребують термінової охорони:
- 2018 — Знання та навички водомірів кяризів або водних бальї (англ. water bailiffs) Туату та Тідікельту

### Андорра
Представницький список:
- 2015 — Свята вогню літнього сонцестояння в Піренеях (спільно з Іспанією, Францією)
- 2022 — Ведмежі гуляння в Піренеях (спільно з Францією)

### Аргентина
Представницький список:
- 2009 — Танго (спільно з Уругваєм)
- 2015 — Філетування у Буенос-Айресі, традиційна техніка малювання
- 2020 — Чамаме

### Афганістан
Представницький список:
- 2016 — Навруз (спільно з Азербайджаном, Індією, Іраком, Іраном, Казахстаном, Киргизстаном, Пакистаном, Таджикистаном, Туреччиною, Туркменістаном, Узбекистаном)
- 2022 — Ялда/Челла (спільно з Іраном)
- 2022 — Шовківництво та традиційне виробництво шовку для ткацтва (спільно з Азербайджаном, Іраном, Таджикистаном, Туреччиною, Туркменістаном, Узбекистаном)

## Б

### Бангладеш
Представницький список:
- 2008 — Пісні Баулів
- 2013 — Традиційне мистецтво плетіння Джамдані
- 2016 — Мангал Шобхаджатра під час Похела Бойшах
- 2017 — Традиційне мистецтво плетіння Шитал Паті в Сілеті

### Бахрейн
Представницький список:
- 2021 — Арабська каліграфія: знання, навички та практики (спільно з Алжиром, Єгиптом, Єменом, Іраком, Йорданією, Кувейтом, Ліваном, Мавританією, Марокко, Об'єднаними Арабськими Еміратами, Оманом, Палестинською державою, Саудівською Аравією, Суданом, Тунісом)
- 2021 — Фхірі
- 2022 — Фінікова пальма, знання, навички, традиції та практики (спільно з Єгиптом, Єменом, Іраком, Йорданією, Катаром, Кувейтом, Мавританією, Марокко, Об'єднаними Арабськими Еміратами, Оманом, Палестинською державою, Саудівською Аравією, Суданом, Тунісом)

### Беліз
Представницький список:
- 2008 — Мова, танці й музика народу гарифуна (спільно з Гватемалою, Гондурасом, Нікарагуа)

### Бельгія
Представницький список:
- 2008 — Карнавал у Бенші
- 2008 — Хода велетнів і драконів у Бельгії та Франції (спільно з Францією)
- 2009 — Хресна хода Пресвятої Крові у Брюгге
- 2010 — Кракелінґен і Тоннекенсбранд, свято хліба та вогнища наприкінці зими в Ґерардсберґені
- 2010 — Гаутем Яармаркт, щорічний зимовий ярмарок та ринок худоби в Сінт-Лівенс-Гаутемі
- 2011 — Віковий ритуальний репертуар у Левені
- 2012 — Марші Ентр-Самбр-е-Моез
- 2013 — Ловля креветок верхи в Остдейнкерке
- 2016 — Культура пива у Бельгії
- 2019 — Брюссельський Оммеґанґ, щорічна історична хода та популярний фестиваль
- 2020 — Музичне мистецтво валторністів, інструментальна техніка, пов'язана зі співом, контролем дихання, вібрато, резонансом місця та святковістю (спільно з Італією, Люксембургом, Францією)
- 2021 — Намюрські бої на хідлях
- 2021 — Соколине полювання, жива людська спадщина (спільно з Австрією, Ірландією, Іспанією, Італією, Казахстаном, Катаром, Киргизстаном, Марокко, Монголією, Нідерландами, Німеччиною, Об'єднаними Арабськими Еміратами, Пакистаном, Південною Кореєю, Польщею, Португалією, Саудівською Аравією, Сирією, Словаччиною, Угорщиною, Францією, Хорватією, Чехією)

Реєстр добрих практик з охорони:
- 2011 — Програма культивування лудорізноманіття: збереження традиційних ігор у Фландрії
- 2014 — Захист культури карильйонів: збереження, передача, обмін та підвищення обізнаності
- 2022 — Токаті, спільна програма для збереження традиційних ігор і спорту (спільно з Італією, Кіпром, Францією, Хорватією)

### Бенін
Представницький список:
- 2008 — Усна спадщина геледе (спільно з Нігерією, Того)

### Білорусь
Представницький список:
- 2018 — Святкування на честь Будславської ікони Божої Матері (Будславський фест)
- 2020 — Культура деревного бджільництва (спільно з Польщею)

Потребують термінової охорони:
- 2009 — Обряд Царі Коледи (Царі Різдва)
- 2019 — Весняний обряд Юрівський караход

### Болгарія
Представницький список:
- 2008 — Бистрицькі бабусі, архаїчне багатоголосся, танці та обряди з Шоплука
- 2009 — Нестинарство, повідомлення з минулого: Панагир святих Костянтина та Олени в селі Билгари
- 2014 — Традиція килимарства в Чипровцях
- 2015 — Народне свято Сурва в Перницькому регіоні
- 2017 — Культурні звичаї пов'язані з 1 березня (спільно з Молдовою, Північною Македонією, Румунією)
- 2021 — Багатоголосий високий спів з Долена та Сатовчі, південно-західної Болгарії

Реєстр добрих практик з охорони:
- 2016 — Фестиваль фольклору в Копривштиці: система практик презентації та передачі спадщини
- 2017 — Болгарське читалиште (Громадський культурний центр): практичний досвід збереження життєздатності нематеріальної культурної спадщини

### Болівія
Представницький список:
- 2008 — Карнавал Оруро
- 2008 — Андський світогляд народу кальявайя
- 2012 — Ічапекене Пієста, найбільший фестиваль Сан-Ігнасіо-де-Мохос
- 2014 — Пухллай та айарічі, музика і танці культури Ямпара
- 2017 — Ритуальні подорожі в Ла-Пас під час Аласітас
- 2019 — Фестиваль Сантисіма-Тринідад-дель-Сеньор-Жесус-дель-Гран-Подер у місті Ла-Пас
- 2021 — Великий фестиваль у місті Тариха

Реєстр добрих практик з охорони:
- 2009 — Охорона нематеріальної культурної спадщини аймара в Болівії, Чилі та Перу (спільно з Перу, Чилі)

### Боснія і Герцеговина
Представницький список:
- 2014 — Зміянська вишивка
- 2017 — Коницька різьба по дереву
- 2018 — Збір трави іва на горі Озрен
- 2020 — Звичай змагань із косінню трави в Купресі
- 2022 — Традиції розведення коней породи ліпіцанер (спільно з Австрією, Італією, Румунією, Словаччиною, Словенією, Угорщиною, Хорватією)

### Ботсвана
Потребують термінової охорони:
- 2012 — Навички виготовлення глиняного посуду в районі Кгатленг у Ботсвані
- 2017 — Народна музика дікопело народу бакгатла ба кгафела в районі Кгатленг
- 2019 — Народний танець сеперу та пов'язані з ним практики

### Бразилія
Представницький список:
- 2008 — Усні та графічні вислови народу ваямпі
- 2008 — Самба ді рода у регіоні Реконкаву да Баїя
- 2012 — Фреву, видовищне мистецтво карнавалу у місті Ресіфі
- 2013 — Сіріо де Назаре (Конус Богоматері з Назарету) в місті Белен, Пара
- 2014 — Коло капоейри
- 2019 — Культурний комплекс Бумба-меу-Бой із Мараньяну

Потребують термінової охорони:
- 2011 — Яоква, ритуал народу енавене-наве для підтримки соціального та космічного порядку

Реєстр добрих практик з охорони:
- 2011 — Живий музей Фанданго
- 2011 — Конкурс проєктів Національної програми нематеріальної спадщини

### Буркіна-Фасо
Представницький список:
- 2012 — Культурні практики та вираження, пов'язані з балафоном у громадах сенуфо Малі, Буркіна-Фасо та Кот-д'Івуару (спільно з Кот-д'Івуаром, Малі)

### Бурунді
Представницький список:
- 2014 — Ритуальний танець королівського барабана

### Бутан
Представницький список:
- 2008 — Танець масок під барабани в Драмеце

## В

### Вануату
Представницький список:
- 2008 — Піщані малюнки народів Вануату

### Венесуела
Представницький список:
- 2012 — Венесуельські дияволи що танцюють на свято Тіла і Крові Христових
- 2013 — Ла Парранда де Сан-Педро-де-Гуаренас Гуатіре
- 2015 — Традиційні знання та технології, що стосуються вирощування та обробки курагуа
- 2016 — Карнавал Ель Кальяо, святкове уявлення про пам'ять і культурну ідентичність
- 2021 — Святковий цикл навколо набожності та поклоніння святому Івану Хрестителю

Потребують термінової охорони:
- 2014 — Усна традиція народу Мапойо та його символічні орієнтири на території їхніх предків
- 2017 — Колумбійсько-венесуельські робочі пісні Льяноса (спільно з Колумбією)

Реєстр добрих практик з охорони:
- 2019 — Біокультурна програма для збереження традиції благословенної пальми у Венесуелі

### В'єтнам
Представницький список:
- 2008 — Няняк, в'єтнамська придворна музика
- 2008 — Простір культури гонгів
- 2009 — Народні пісні куан хо Бакніню
- 2010 — Фестиваль Гіон у храмах Пху Ронг і Соц
- 2012 — Поклоніння королям Хунг у провінції Футхо
- 2013 — Мистецтво музики та пісні Дон ца таі тур у південному В'єтнамі
- 2014 — Народні пісні Ві та Гіам у провінції Нгетінь
- 2015 — Перетягування каната; обряди та ігри (спільно з Камбоджею, Південною Кореєю, Філіппінами)
- 2016 — Практики, пов'язані з віруваннями в'єтнамців у богинь-матерів трьох світів
- 2017 — Мистецтво Бай Чої у центральному В'єтнамі
- 2017 — Спів соан у провінції Футхо
- 2019 — Практики зен етнічних груп Тай, нунг і чорних тай у В'єтнамі
- 2021 — Мистецтво танці ксоє народу Тай у В'єтнамі

Потребують термінової охорони:
- 2009 — Спів качу
- 2022 — Мистецтво гончарства чамів

### Вірменія
Представницький список:
- 2008 — Дудук і його музика
- 2010 — Вірменське мистецтво хрестів на камені. Символізм та майстерність створення хачкарів
- 2012 — Виконання вірменського епосу «Сасунські сміливці» або «Давид Сасунський»
- 2014 — Лаваш, приготування, значення та зовнішній вигляд традиційного хліба як вираження культури у Вірменії
- 2017 — Кочарі, традиційний груповий танець
- 2019 — Вірменське письмо та його культурні прояви
- 2020 — Паломництво до монастиря Святого Тадея (спільно з Іраном)

## Г

### Гаїті
Представницький список:
- 2021 — Суп жуму

### Гамбія
Представницький список:
- 2008 — Канкуранг, обряд ініціації мандінка (спільно з Сенегалом)

### Гватемала
Представницький список:
- 2008 — Мова, танці й музика народу гарифуна (спільно з Белізом, Гондурасом, Нікарагуа)
- 2008 — Традиція танцювальної драми Рабіналь-ачі
- 2022 — Страсний тиждень у Гватемалі

Потребують термінової охорони:
- 2013 — Церемонія Нан Пач

### Гвінея
Представницький список:
- 2008 — Культурний простір соссо-бала

### Гондурас
Представницький список:
- 2008 — Мова, танці й музика народу гарифуна (спільно з Белізом, Гватемалою, Нікарагуа)

### Греція
Представницький список:
- 2013 — Середземноморська дієта (спільно з Іспанією, Італією, Кіпром, Марокко, Португалією, Хорватією)
- 2014 — Ноу-хау, вирощування мастики на острові Хіос
- 2015 — Мистецтво обробки мармуру на острові Тінос
- 2016 — Момоерія, святкування Нового року у восьми селах району Козані, Західна Македонія, Греція
- 2017 — Ребетіко
- 2018 — Мистецтво сухої кладки, знання та техніки (спільно з Іспанією, Італією, Кіпром, Словенією, Францією, Хорватією, Швейцарією)
- 2019 — Відгінне скотарство, сезонний перегін худоби міграційними шляхами в Середземномор'ї та Альпах (спільно з Австрією, Італією)
- 2019 — Візантійський розспів (спільно з Кіпром)
- 2022 — 15 серпня (Декапентавгустос) свята у двох високогірних громадах Північної Греції: Транос Хорос (Великий танець) у Власті та фестиваль Сиррако

Реєстр добре захищених практик:
- 2020 — Поліфонічний Караван, дослідження, охорона та популяризація епірської поліфонічної пісні

### Грузія
Представницький список:
- 2008 — Грузинський поліфонічний спів
- 2013 — Стародавній грузинський традиційний спосіб виготовлення вина у квеврі
- 2016 — Жива культура трьох систем писемності грузинського алфавіту
- 2018 — Чидаоба, боротьба у Грузії

## Д

### Данія
Представницький список:
- 2021 — Північні традиції клінкерних човнів (спільно з Ісландією, Норвегією, Фінляндією, Швецією)
- 2021 — Інуїтські танці та співи під барабани

### Домініканська Республіка
Представницький список:
- 2008 — Культурний простір Братства Святого Духа Конго Вілья Мелла
- 2008 — Традиція танцювальної драми коколо
- 2016 — Музика і танець меренге в Домініканській Республіці
- 2019 — Музика і танець домініканської бачати

### ДР Конго
Представницький список:
- 2021 — Конголезька румба (спільно з Республікою Конго)

## Е, Є

### Еквадор
Представницький список:
- 2008 — Усна спадщина та культурні прояви народу сапара (спільно з Перу)
- 2012 — Традиційне плетіння еквадорського солом'яного капелюха токілья
- 2015 — Музика маримба, традиційні пісні та танці з південнотихоокеанського регіону Колумбії та провінції Есмеральдас Еквадору (спільно з Колумбією)
- 2021 — Пасільо, пісня та поезія

### Естонія
Представницький список:
- 2008 — Культурний простір Кіхну
- 2008 — Балтійське свято пісні й танцю (спільно з Латвією, Литвою)
- 2009 — Сето лело, традиція поліфонічного співу народу сету
- 2014 — Традиція димової сауни у Вирумаа

Потребують термінової охорони:
- 2021 — Будівництво та використання розширених човнів-довбанок у регіоні Соомаа

### Ефіопія
Представницький список:
- 2013 — Празник пам'яті знайдення Істинного Животворного Хреста Христового
- 2015 — Фіші-Чамбалаалла, новорічне свято народу Сідамо
- 2016 — Система Гада, місцева демократична соціально-політична система оромо
- 2019 — Ефіопське Богоявлення

### Єгипет
Представницький список:
- 2008 — Епос Аль-Сірах аль-Хілалія
- 2016 — Тахтіб, гра з палицею
- 2021 — Арабська каліграфія: знання, навички та практики (спільно з Алжиром, Бахрейном, Єменом, Іраком, Йорданією, Кувейтом, Ліваном, Мавританією, Марокко, Об'єднаними Арабськими Еміратами, Оманом, Палестинською державою, Саудівською Аравією, Суданом, Тунісом)
- 2022 — Свята, пов'язані з подорожжю Святого сімейства до Єгипту
- 2022 — Фінікова пальма, знання, навички, традиції та практики (спільно з Бахрейном, Єменом, Іраком, Йорданією, Катаром, Кувейтом, Мавританією, Марокко, Об'єднаними Арабськими Еміратами, Оманом, Палестинською державою, Саудівською Аравією, Суданом, Тунісом)

Потребують термінової охорони:
- 2018 — Традиційний ручний театр ляльок
- 2020 — Ручне ткацтво у Верхньому Єгипті

### Ємен
Представницький список:
- 2008 — Пісні Сани
- 2021 — Арабська каліграфія: знання, навички та практики (спільно з Алжиром, Бахрейном, Єгиптом, Іраком, Йорданією, Кувейтом, Ліваном, Мавританією, Марокко, Об'єднаними Арабськими Еміратами, Оманом, Палестинською державою, Саудівською Аравією, Суданом, Тунісом)
- 2022 — Фінікова пальма, знання, навички, традиції та практики (спільно з Бахрейном, Єгиптом, Іраком, Йорданією, Катаром, Кувейтом, Мавританією, Марокко, Об'єднаними Арабськими Еміратами, Оманом, Палестинською державою, Саудівською Аравією, Суданом, Тунісом)

## З

### Замбія
Представницький список:
- 2008 — Макиші маскарад
- 2008 — Гюле Вамкулу (спільно з Малаві, Мозамбіком)
- 2018 — Танець муба етнічної групи лендже Центральної провінції Замбії
- 2020 — Танець будима
- 2022 — Танець калела

### Зімбабве
Представницький список:
- 2008 — Танець Мбенде Джерусарема
- 2020 — Мистецтво створення та гри на мбірі/сансі, традиційному музичному інструменті для щипкових пальців у Малаві та Зімбабве (спільно з Малаві)

## І, Й

### Індія
Представницький список:
- 2008 — Кутіяттам, санскритський театр
- 2008 — Традиція ведичного співу
- 2008 — Рамліла, традиційне виконання Рамаяни
- 2009 — Раман, релігійний фестиваль і ритуальний театр Гархвалських Гімалаїв, Індія
- 2010 — Танець Чхау
- 2010 — Народні пісні та танці Калбелія з Раджастхану
- 2010 — Мудієтту, ритуальний театр і танцювальна драма Керали
- 2012 — Буддійський піснеспів Ладакха: декламація священних буддійських текстів у трансгімалайських регіонах Ладакх, Джамму та Кашмір, Індія
- 2013 — Санкіртана, ритуальний спів, гра на барабанах і танці Маніпуру
- 2014 — Традиційне ремесло виготовлення посуду з латуні та міді серед племені татера Джандала-Гуру, Пенджаб, Індія
- 2016 — Навруз (спільно з Азербайджаном, Афганістаном, Іраком, Іраном, Казахстаном, Киргизстаном, Пакистаном, Таджикистаном, Туреччиною, Туркменістаном, Узбекистаном)
- 2016 — Йога
- 2017 — Кумбга-Мела
- 2021 — Дурґа-Пуджа у Колкаті

### Індонезія
Представницький список:
- 2008 — Театр ляльок Ваянг
- 2008 — Індонезійський крис
- 2009 — Індонезійський батик
- 2010 — Індонезійський ангклунг
- 2015 — Три жанри традиційного танцю на Балі
- 2017 — Пінісі, мистецтво суднобудування в Південному Сулавесі
- 2019 — Традиції пенчак сілату
- 2020 — Пантун (спільно з Малайзією)
- 2021 — Гамелан

Потребують термінової охорони:
- 2011 — Танець саман
- 2012 — Багатофункціональна вузликова або плетена сумка нокен ручної роботи жителів Папуа

Реєстр добре захищених практик:
- 2009 — Навчання та практика з нематеріальної культурної спадщини індонезійського батику для учнів початкових, середніх, старших, професійних і політехнічних шкіл, у співпраці з музеєм батику в Пекалонгані

### Ірак
Представницький список:
- 2008 — Іракський макам
- 2016 — Свято хідра Іллі і його обітниці
- 2016 — Навруз (спільно з Азербайджаном, Афганістаном, Індією, Іраном, Казахстаном, Киргизстаном, Пакистаном, Таджикистаном, Туреччиною, Туркменістаном, Узбекистаном)
- 2019 — Надання послуг та гостинність під час візиту паломництва Арбаїн
- 2021 — Традиційні ремісничі навички та мистецтво аль-наора
- 2021 — Арабська каліграфія: знання, навички та практики (спільно з Алжиром, Бахрейном, Єгиптом, Єменом, Йорданією, Кувейтом, Ліваном, Мавританією, Марокко, Об'єднаними Арабськими Еміратами, Оманом, Палестинською державою, Саудівською Аравією, Суданом, Тунісом)
- 2022 — Фінікова пальма, знання, навички, традиції та практики (спільно з Бахрейном, Єгиптом, Єменом, Йорданією, Катаром, Кувейтом, Мавританією, Марокко, Об'єднаними Арабськими Еміратами, Оманом, Палестинською державою, Саудівською Аравією, Суданом, Тунісом)

### Іран
Представницький список:
- 2009 — Іранська музика радиф
- 2010 — Ритуальне драматичне мистецтво тазія
- 2010 — Ритуали Пахлевані й Зооркханей
- 2010 — Музика бахши у Хорасані
- 2010 — Традиційні навички килимарства у Фарсі
- 2010 — Традиційні навички килимарства в Кашані
- 2012 — Ритуали калішуян в Мешхеді Ардехалу в Кашані
- 2016 — Навруз (спільно з Азербайджаном, Афганістаном, Індією, Іраком, Казахстаном, Киргизстаном, Пакистаном, Таджикистаном, Туреччиною, Туркменістаном, Узбекистаном)
- 2016 — Культура приготування та обміну хліба: лаваш, катирма, джупка, юфка (спільно з Азербайджаном, Казахстаном, Киргизстаном, Туреччиною)
- 2017 — Човган, гра верхи, що супроводжується музикою та оповіданням
- 2017 — Майстерність виготовлення та гри на струнному музичному інструменті кеманче (спільно з Азербайджаном)
- 2019 — Традиційні навички створення та гри на дутарі
- 2020 — Паломництво до монастиря Святого Тадея (спільно з Вірменією)
- 2020 — Мистецтво мініатюри (спільно з Азербайджаном, Туреччиною, Узбекистаном)
- 2022 — Створення та гра на уді (спільно з Сирією)
- 2022 — Рукоділля в туркменському стилі (спільно з Туркменістаном)
- 2022 — Ялда/Челла (спільно з Афганістаном)
- 2022 — Шовківництво та традиційне виробництво шовку для ткацтва (спільно з Азербайджаном, Афганістаном, Таджикистаном, Туреччиною, Туркменістаном, Узбекистаном)

Потребують термінової охорони:
- 2011 — Традиційні навички будівництва та плавання на іранських човнах ленх у Перській затоці
- 2011 — Наккалі, іранське драматичне оповідання

Реєстр добре захищених практик:
- 2021 — Національна програма збереження традиційного мистецтва каліграфії в Ірані

### Ірландія
Представницький список:
- 2017 — Ірландська волинка
- 2018 — Герлінг
- 2019 — Ірландська арфа
- 2021 — Соколине полювання, жива людська спадщина (спільно з Австрією, Бельгією, Іспанією, Італією, Казахстаном, Катаром, Киргизстаном, Марокко, Монголією, Нідерландами, Німеччиною, Об'єднаними Арабськими Еміратами, Пакистаном, Південною Кореєю, Польщею, Португалією, Саудівською Аравією, Сирією, Словаччиною, Угорщиною, Францією, Хорватією, Чехією)

### Ісландія
Представницький список:
- 2021 — Північні традиції клінкерних човнів (спільно з Данією, Норвегією, Фінляндією, Швецією)

### Іспанія
Представницький список:
- 2008 — Містерія Ельче
- 2008 — Патум Берґи
- 2009 — Трибунали іригаторів іспанського узбережжя Середземного моря: Рада мудреців рівнини Мурсії та Водний трибунал рівнини Валенсії
- 2009 — Свистяча мова острова Гомера (Канарські острови), сільбо гомеро
- 2010 — Пісня Сивіли з Майорки
- 2010 — Фламенко
- 2010 — Піраміди з людей
- 2011 — Свято «Діви Здоров'я» в Алджемезі
- 2012 — Фієста внутрішніх двориків у Кордові
- 2013 — Середземноморська дієта (спільно з Грецією, Італією, Кіпром, Марокко, Португалією, Хорватією)
- 2015 — Свята вогню літнього сонцестояння в Піренеях (спільно з Андоррою, Францією)
- 2016 — Свято «Фаляс» у Валенсії
- 2018 — Ритуали гри на барабанах тамборадас
- 2018 — Мистецтво сухої кладки, знання та техніки (спільно з Грецією, Італією, Кіпром, Словенією, Францією, Хорватією, Швейцарією)
- 2019 — Ремісничий процес виготовлення талавери з Пуебли та Тласкали (Мексика) та кераміки з Талавера-де-ла-Рейна та Ель-Пуенте-дель-Арсобіспо (Іспанія) (спільно з Мексикою)
- 2020 — Винні коні
- 2021 — Соколине полювання, жива людська спадщина (спільно з Австрією, Бельгією, Ірландією, Італією, Казахстаном, Катаром, Киргизстаном, Марокко, Монголією, Нідерландами, Німеччиною, Об'єднаними Арабськими Еміратами, Пакистаном, Південною Кореєю, Польщею, Португалією, Саудівською Аравією, Сирією, Словаччиною, Угорщиною, Францією, Хорватією, Чехією)
- 2022 — Лісосплав (спільно з Австрією, Латвією, Німеччиною, Польщею, Чехією)
- 2022 — Ручний дзвоник

Реєстр добрих практик з охорони:
- 2009 — Центр традиційної культури — шкільний музей Пусольського педагогічного проєкту
- 2011 — Відродження традиційної майстерності виготовлення вапна в Морон-де-ла-Фронтера, Севілья, Андалусія
- 2013 — Методологія інвентаризації нематеріальної культурної спадщини в біосферних заповідниках: досвід Мунсені
- 2022 — Португальсько-галісійський кордон ICH: модель захисту, створена Понте…нас ондас! (спільно з Іспанією)

### Італія
Представницький список:
- 2008 — Опера-деї-Пупі, сицилійський театр ляльковий театр
- 2008 — Канто-а-Тенорі, сардинські пасторальні пісні
- 2012 — Традиційне виготовлення скрипок у Кремоні
- 2013 — Святкування з ходою з великими наплічними спорудами
- 2013 — Середземноморська дієта (спільно з Грецією, Іспанією, Кіпром, Марокко, Португалією, Хорватією)
- 2014 — Традиційна сільськогосподарська практика культивування «віте ад алберелло» (виноградної лози з направленим кущем) у громаді Пантеллерія
- 2017 — Мистецтво неаполітанських піцайоло
- 2018 — Мистецтво сухої кладки, знання та техніки (спільно з Грецією, Іспанією, Кіпром, Словенією, Францією, Хорватією, Швейцарією)
- 2019 — Целестинське прощене свято
- 2019 — Відгінне скотарство, сезонний перегін худоби міграційними шляхами в Середземномор'ї та Альпах (спільно з Австрією, Грецією)
- 2019 — Альпінізм (спільно з Францією, Швейцарією)
- 2020 — Музичне мистецтво валторністів, інструментальна техніка, пов'язана зі співом, контролем дихання, вібрато, резонансом місця та святковістю (спільно з Бельгією, Люксембургом, Францією)
- 2020 — Мистецтво скляних намистин (спільно з Францією)
- 2021 — Полювання та видобуток трюфеля в Італії, традиційні знання та практика
- 2021 — Соколине полювання, жива людська спадщина (спільно з Австрією, Бельгією, Ірландією, Іспанією, Казахстаном, Катаром, Киргизстаном, Марокко, Монголією, Нідерландами, Німеччиною, Об'єднаними Арабськими Еміратами, Пакистаном, Південною Кореєю, Польщею, Португалією, Саудівською Аравією, Сирією, Словаччиною, Угорщиною, Францією, Хорватією, Чехією)
- 2022 — Традиції розведення коней породи ліпіцанер (спільно з Австрією, Боснією і Герцеговиною, Румунією, Словаччиною, Словенією, Угорщиною, Хорватією)

Реєстр добрих практик з охорони:
- 2022 — Токаті, спільна програма для збереження традиційних ігор і спорту (спільно з Бельгією, Кіпром, Францією, Хорватією)

### Йорданія
Представницький список:
- 2008 — Культурний простір бедуїнів в Петрі і Ваді-Рам
- 2018 — Ас-Самер в Йорданії
- 2021 — Арабська каліграфія: знання, навички та практики (спільно з Алжиром, Бахрейном, Єгиптом, Єменом, Іраком, Кувейтом, Ліваном, Мавританією, Марокко, Об'єднаними Арабськими Еміратами, Оманом, Палестинською державою, Саудівською Аравією, Суданом, Тунісом)
- 2022 — Менсаф в Йорданії, святковий бенкет і його соціальні та культурні значення
- 2022 — Фінікова пальма, знання, навички, традиції та практики (спільно з Бахрейном, Єгиптом, Єменом, Іраком, Катаром, Кувейтом, Мавританією, Марокко, Об'єднаними Арабськими Еміратами, Оманом, Палестинською державою, Саудівською Аравією, Суданом, Тунісом)

## К

### Кабо-Верде
Представницький список:
- 2022 — Морна, музична практика Кабо-Верде

### Казахстан
Представницький список:
- 2014 — Казахське традиційне мистецтво домбра куй
- 2014 — Традиційні знання та навички виготовлення киргизьких і казахських юрт (житла тюркських кочівників) (спільно з Киргизстаном)
- 2015 — Айтис, мистецтво імпровізації (спільно з Киргизстаном)
- 2016 — Куреш в Казахстані
- 2016 — Навруз (спільно з Азербайджаном, Афганістаном, Індією, Іраком, Іраном, Киргизстаном, Пакистаном, Таджикистаном, Туреччиною, Туркменістаном, Узбекистаном)
- 2016 — Культура приготування та обміну хліба: лаваш, катирма, джупка, юфка (спільно з Азербайджаном, Іраном, Киргизстаном, Туреччиною)
- 2017 — Казахські традиційні асикські ігри
- 2018 — Спадщина діда Коркута/Коркута Ата, епічна культура, народні казки та музика (спільно з Азербайджаном, Туреччиною)
- 2018 — Традиційна весняна святкова обрядовість казахських конярів
- 2020 — Традиційна інтелектуальна та стратегічна гра: тогизкумалак, тогуз коргоол, мангала (спільно з Киргизстаном, Туреччиною)
- 2021 — Соколине полювання, жива людська спадщина (спільно з Австрією, Бельгією, Ірландією, Іспанією, Італією, Катаром, Киргизстаном, Марокко, Монголією, Нідерландами, Німеччиною, Об'єднаними Арабськими Еміратами, Пакистаном, Південною Кореєю, Польщею, Португалією, Саудівською Аравією, Сирією, Словаччиною, Угорщиною, Францією, Хорватією, Чехією)
- 2022 — Традиції оповідань, анекдотів про Ходжу Насреддіна/Моллу Насреддіна/Моллу Епенді/Апенді/Афенді Кожанасира (спільно з Азербайджаном, Киргизстаном, Таджикистаном, Туреччиною, Туркменістаном, Узбекистаном)
- 2022 — Ортеке, традиційне виконавське мистецтво в Казахстані: танець, лялька і музика

### Камбоджа
Представницький список:
- 2008 — Королівський балет Камбоджі
- 2008 — Сбек Том, кхмерський театр тіней
- 2015 — Перетягування каната; обряди та ігри (спільно з В'єтнамом, Південною Кореєю, Філіппінами)
- 2022 — Кун бокатор, традиційні бойові мистецтва в Камбоджі

Потребують термінової охорони:
- 2016 — Чапей Данг Венг
- 2018 — Лакхон Кхол Ват Свай Андет

### Катар
Представницький список:
- 2015 — Арабська кава, символ щедрості (спільно з Об'єднаними Арабськими Еміратами, Оманом, Саудівською Аравією)
- 2015 — Меджліс, культурно-соціальний простір (спільно з Об'єднаними Арабськими Еміратами, Оманом, Саудівською Аравією)
- 2021 — Соколине полювання, жива людська спадщина (спільно з Австрією, Бельгією, Ірландією, Іспанією, Італією, Казахстаном, Киргизстаном, Марокко, Монголією, Нідерландами, Німеччиною, Об'єднаними Арабськими Еміратами, Пакистаном, Південною Кореєю, Польщею, Португалією, Саудівською Аравією, Сирією, Словаччиною, Угорщиною, Францією, Хорватією, Чехією)
- 2022 — Фінікова пальма, знання, навички, традиції та практики (спільно з Бахрейном, Єгиптом, Єменом, Іраком, Йорданією, Кувейтом, Мавританією, Марокко, Об'єднаними Арабськими Еміратами, Оманом, Палестинською державою, Саудівською Аравією, Суданом, Тунісом)

### Кенія
Потребують термінової охорони:
- 2009 — Традиції та звичаї, пов'язані зі священними лісами кайя міджікенда
- 2014 — Танець ісукуті спільнот ісукха та ідакхо Західної Кенії
- 2018 — Енкіпаата, Еуното та Олнгешерр, три чоловічі обряди спільноти масаї
- 2019 — Ритуали та практики, пов'язані зі святилищем Кіт Мікайі

Реєстр добрих практик з охорони:
- 2021 — Історія успіху просування традиційної їжі та збереження традиційних способів харчування в Кенії

### Киргизстан
Представницький список:
- 2008 — Мистецтво акинів — киргизьких розповідачів епосів
- 2013 — Киргизька епічна трилогія: Манас, Семетей, Сейтек
- 2014 — Традиційні знання та навички виготовлення киргизьких і казахських юрт (житла тюркських кочівників) (спільно з Казахстаном)
- 2015 — Айтис, мистецтво імпровізації (спільно з Казахстаном)
- 2016 — Навруз (спільно з Азербайджаном, Афганістаном, Індією, Іраком, Іраном, Казахстаном, Пакистаном, Таджикистаном, Туреччиною, Туркменістаном, Узбекистаном)
- 2016 — Культура приготування та обміну хліба: лаваш, катирма, джупка, юфка (спільно з Азербайджаном, Іраном, Казахстаном, Туреччиною)
- 2017 — Кок-бору, традиційна гра на конях
- 2019 — Ак-калпакська майстерність, традиційні знання та навички виготовлення та носіння киргизьких чоловічих головних уборів
- 2020 — Традиційна інтелектуальна та стратегічна гра: тогизкумалак, тогуз коргоол, мангала (спільно з Казахстаном, Туреччиною)
- 2021 — Соколине полювання, жива людська спадщина (спільно з Австрією, Бельгією, Ірландією, Іспанією, Італією, Казахстаном, Катаром, Марокко, Монголією, Нідерландами, Німеччиною, Об'єднаними Арабськими Еміратами, Пакистаном, Південною Кореєю, Польщею, Португалією, Саудівською Аравією, Сирією, Словаччиною, Угорщиною, Францією, Хорватією, Чехією)
- 2022 — Традиції оповідань, анекдотів про Ходжу Насреддіна/Моллу Насреддіна/Моллу Епенді/Апенді/Афенді Кожанасира (спільно з Азербайджаном, Казахстаном, Таджикистаном, Туреччиною, Туркменістаном, Узбекистаном)

Потребують термінової охорони:
- 2012 — Ала-киїз і ширдак, мистецтво киргизьких традиційних повстяних килимів

Реєстр добрих практик з охорони:
- 2021 — Ігри кочівників, заново відкриваючи спадщину, відзначаючи різноманітність

### Кіпр
Представницький список:
- 2009 — Лефкарські мережива або лефкаритика
- 2011 — Поетичний поєдинок Ціаттіста
- 2013 — Середземноморська дієта (спільно з Грецією, Іспанією, Італією, Марокко, Португалією, Хорватією)
- 2018 — Мистецтво сухої кладки, знання та техніки (спільно з Грецією, Іспанією, Італією, Словенією, Францією, Хорватією, Швейцарією)
- 2019 — Візантійський розспів (спільно з Грецією)

Реєстр добрих практик з охорони:
- 2022 — Токаті, спільна програма для збереження традиційних ігор і спорту (спільно з Бельгією, Італією, Францією, Хорватією)

### КНР
Представницький список:
- 2008 — Опера Куньцюй
- 2008 — Цисяньцинь і його музика
- 2008 –Уйгурські муками із Сіньцзяну
- 2008 — Уртин дуу, традиційна народна протяжна пісня (спільно з Монголією)
- 2009 — Шовківництво та виготовлення шовку у Китаю
- 2009 — Нангуань
- 2009 — Майстерність виготовленні парчі з Нанкіну — юньцзінь
- 2009 — Традиційні ремесла виготовлення сюанського паперу
- 2009 — Велика пісня етнічної групи кам
- 2009 — Кантонська опера
- 2009 — Гесерська епічна традиція
- 2009 — Традиційна технологія випалу лунцюанського селадону
- 2009 — Мистецтво Регонг
- 2009 — Тибетська опера
- 2009 — Манас
- 2009 — Монгольське мистецтво співу, хоомей
- 2009 — Хуа'ер
- 2009 — Ансамбль духових і ударних інструментів Сіань
- 2009 — Фермерський танець корейської етнічної групи Китаю — пхунмуль
- 2009 — Китайська каліграфія
- 2009 — Мистецтво китайських різьблених печаток
- 2009 — Китайська вирізка з паперу: цзяньчжи
- 2009 — Китайська традиційна архітектурна майстерність для фахверкових конструкцій
- 2009 — Свято човнів-драконів
- 2009 — Вірування та звичаї пов'язані з Мацзу
- 2009 — Китайська гравійована техніка друку на ксилографії
- 2010 — Пекінська опера
- 2010 — Акупунктура та припікання традиційної китайської медицини
- 2011 — Китайський театр тіней
- 2013 — Китайський чжусуань, знання та практика математичних розрахунків за допомогою абака
- 2016 — Двадцять чотири сонячні терміни, знання часу в Китаї та практики, отримані завдяки спостереженню за річним рухом Сонця
- 2018 — Лікувальне купання Лум Сова-Рігпа, знання та практики щодо життя, здоров'я та профілактики хвороб і лікування серед тибетського народу в Китаї
- 2020 — Тайцзіцюань
- 2020 — Церемонія Он Чунь/Ванчуань/Ванкань, ритуали та пов'язані практики для підтримки сталого зв'язку між людиною та океаном (спільно з Малайзією)
- 2022 — Традиційні технології обробки чаю та пов'язані з ними соціальні практики в Китаї

Потребують термінової охорони:
- 2009 — Традиційні текстильні техніки лі: прядіння, фарбування, ткацтво та вишивання
- 2009 — Традиції проєктування і будівництва китайських дерев'яних аркових мостів
- 2009 — Новорічне свято цян
- 2010 — Мешреп
- 2010 — Технологія непотоплюваності китайських джонок
- 2010 — Дерев'яний рухомий шрифт Китаю
- 2011 — Оповідь Імакан нанайців

Реєстр добрих практик з охорони:
- 2012 — Стратегія підготовки майбутніх поколінь фуцзяньських практиків лялькарства

### Колумбія
Представницький список:
- 2008 — Карнавал у Барранкільї
- 2008 — Культурний простір Паленке де Сан Базиліо
- 2009 — Процесії Страсного тижня в Попаяні
- 2009 — Карнавал «Негрос і Бланкос» (2009)
- 2010 — Нормативна система вайю, застосована пютчіпюйюі (палабреро)
- 2011 — Традиційні знання шаманів-ягуарів Юрупарі
- 2012 — Фестиваль святого Франциска Ассізького, Кібдо
- 2015 — Музика маримба, традиційні пісні та танці з південнотихоокеанського регіону Колумбії та провінції Есмеральдас Еквадору (спільно з Еквадором)
- 2022 — Система знань предків чотирьох корінних народів: Аруако, Канкуамо, Когуі та Віва з Сьєрра-Невада-де-Санта-Марта

Потребують термінової охорони:
- 2015 — Традиційна музика Вальєнато регіону Магдалена
- 2017 — Колумбійсько-венесуельські робочі пісні Льяноса (спільно з Венесуелою)
- 2020 — Традиційні знання та техніки, пов'язані з лаком Пасто і мопа-мопа з Путумайо та Нариньйо

Реєстр добрих практик з охорони:
- 2019 — Стратегія збереження традиційних ремесел для розбудови миру

### Коста-Рика
Представницький список:
- 2008 — Традиції випасу волів і волові вози в Коста-Риці

### Кот-д'Івуар
Представницький список:
- 2008 — Гбофе поселення Афункаха — музика поперечних труб в громаді тагбана
- 2012 — Культурні практики та вираження, пов'язані з балафоном у громадах сенуфо Малі, Буркіна-Фасо та Кот-д'Івуару (спільно з Буркіна-Фасо, Малі)
- 2017 — Заулі, популярна музика та танець спільнот Ґуро в Кот-д'Івуарі

### Куба
Представницький список:
- 2008 — Ла-Тумба-Франсеса
- 2016 — Румба на Кубі — святкове поєднання музики, танців і всіх пов'язаних із цим дій
- 2017 — Пунто
- 2018 — Свято Лас Паррандас в центрі Куби
- 2022 — Знання майстрів легкого рому

### Кувейт
Представницький список:
- 2020 — Традиційне плетіння Аль-Саду (спільно з Саудівською Аравією)
- 2021 — Арабська каліграфія: знання, навички та практики (спільно з Алжиром, Бахрейном, Єгиптом, Єменом, Іраком, Йорданією, Ліваном, Мавританією, Марокко, Об'єднаними Арабськими Еміратами, Оманом, Палестинською державою, Саудівською Аравією, Суданом, Тунісом)
- 2022 — Фінікова пальма, знання, навички, традиції та практики (спільно з Бахрейном, Єгиптом, Єменом, Іраком, Йорданією, Катаром, Мавританією, Марокко, Об'єднаними Арабськими Еміратами, Оманом, Палестинською державою, Саудівською Аравією, Суданом, Тунісом)

Реєстр добрих практик з охорони:
- 2022 — Освітня програма Аль-Саду: підготовка інструкторів до мистецтва ткацтва

## Л

### Лаос
Представницький список:
- 2017 — Музика кхаен лаоського народу

### Латвія
Представницький список:
- 2008 — Балтійське свято пісні й танцю (спільно з Естонією, Литвою)
- 2022 — Лісосплав (спільно з Австрією, Іспанією, Німеччиною, Польщею, Чехією)

Потребують термінової охорони:
- 2009 — Культурний простір суйтів

### Литва
Представницький список:
- 2008 — Традиційна обробка хрестів та її символіка
- 2008 — Балтійське свято пісні й танцю (спільно з Естонією, Латвією)
- 2010 — Сутартинес, литовські багатоголосі пісні

### Ліван
Представницький список:
- 2014 — Заджаль, декламована або співана поезія
- 2021 — Арабська каліграфія: знання, навички та практики (спільно з Алжиром, Бахрейном, Єгиптом, Єменом, Іраком, Йорданією, Кувейтом, Мавританією, Марокко, Об'єднаними Арабськими Еміратами, Оманом, Палестинською державою, Саудівською Аравією, Суданом, Тунісом)

### Люксембург
Представницький список:
- 2010 — Стрибкова процесія Ехтернаха
- 2020 — Музичне мистецтво валторністів, інструментальна техніка, пов'язана зі співом, контролем дихання, вібрато, резонансом місця та святковістю (спільно з Бельгією, Італією, Францією)

## М

### Маврикій
Представницький список:
- 2014 — Традиційна маврикійська сега
- 2016 — Народні пісні бходжпурі на Маврикії, Гіт-Гаваї
- 2017 — Тамбур сега з острова Родригес

Потребують термінової охорони:
- 2019 — Сега тамбур Чагос

### Мавританія
Представницький список:
- 2020 — Знання, ноу-хау та практики, що стосуються виробництва та споживання кускусу (спільно з Алжиром, Марокко, Тунісом)
- 2021 — Арабська каліграфія: знання, навички та практики (спільно з Алжиром, Бахрейном, Єгиптом, Єменом, Іраком, Йорданією, Кувейтом, Ліваном, Марокко, Об'єднаними Арабськими Еміратами, Оманом, Палестинською державою, Саудівською Аравією, Суданом, Тунісом)
- 2022 — Фінікова пальма, знання, навички, традиції та практики (спільно з Бахрейном, Єгиптом, Єменом, Іраком, Йорданією, Катаром, Кувейтом, Марокко, Об'єднаними Арабськими Еміратами, Оманом, Палестинською державою, Саудівською Аравією, Суданом, Тунісом)

Потребують термінової охорони:
- 2011 — Мавританський епос Тйєдінне

### Мадагаскар
Представницький список:
- 2008 — Деревообробні знання Зафімани
- 2021 — Малагасійське кабари, малагасійське ораторське мистецтво

### Малаві
Представницький список:
- 2008 — Гюле Вамкулу (спільно з Мозамбіком, Замбією)
- 2008 — Лікувальний танець «Вімбуза»
- 2014 — Чопа, жертовний танець народу лхомве з півдня Малаві
- 2017 — Нсіма, кулінарна традиція Малаві
- 2018 — Мвіноге, веселий танець
- 2020 — Мистецтво створення та гри на мбірі/сансі, традиційному музичному інструменті для щипкових пальців у Малаві та Зімбабве (спільно з Зімбабве)

### Малайзія
Представницький список:
- 2008 — Театр Мак Йонг
- 2018 — Донданг Саянг
- 2019 — Силат
- 2020 — Церемонія Он Чунь/Ванчуань/Ванкань, ритуали та пов'язані практики для підтримки сталого зв'язку між людиною та океаном (спільно з Китайською Народною Республікою)
- 2020 — Пантун (спільно з Індонезією)
- 2021 — Сонгкет

### Малі
Представницький список:
- 2008 — Культурний простір Яарала і Дегала
- 2009 — Семирічна церемонія відновлення даху Камаблон, священного дому Кангаба
- 2009 — Хартія Мандена, проголошена в Курукан Фуга
- 2012 — Культурні практики та вираження, пов'язані з балафоном у громадах сенуфо Малі, Буркіна-Фасо та Кот-д'Івуару (спільно з Буркіна-Фасо, Кот-д'Івуаром)
- 2013 — Практики та знання, пов'язані з імзадом туарезьких громад Алжиру, Малі та Нігеру (спільно з Алжиром та Нігером)
- 2014 — Поява масок і ляльок у Маркалі

Потребують термінової охорони:
- 2009 — Санке мон, колективний обряд риболовлі санке
- 2011 — Таємне товариство Коредугау, обряд мудрості в Малі
- 2021 — Культурні звичаї та вираження, пов'язані з «мболон», традиційним музичним ударним інструментом

### Мальта
Представницький список:
- 2020 — Іл-Фтіра, кулінарне мистецтво та культура плескатого хліба з закваски на Мальті
- 2021 — Л-гхана, традиція мальтійської народної пісні

### Марокко
Представницький список:
- 2008 — Культурний простір площі Джамаа-ель-Фна
- 2008 — Муссем у місті Тан-Тан
- 2012 — Фестиваль вишні в Сефру
- 2013 — Середземноморська дієта (спільно з Грецією, Іспанією, Італією, Кіпром, Португалією, Хорватією)
- 2014 — Арганія, практики та ноу-хау щодо арганового дерева
- 2019 — Гнава
- 2020 — Знання, ноу-хау та практики, що стосуються виробництва та споживання кускусу (спільно з Алжиром, Мавританією, Тунісом)
- 2021 — Тбурида
- 2021 — Соколине полювання, жива людська спадщина (спільно з Австрією, Бельгією, Ірландією, Іспанією, Італією, Казахстаном, Катаром, Киргизстаном, Монголією, Нідерландами, Німеччиною, Об'єднаними Арабськими Еміратами, Пакистаном, Південною Кореєю, Польщею, Португалією, Саудівською Аравією, Сирією, Словаччиною, Угорщиною, Францією, Хорватією, Чехією)
- 2021 — Арабська каліграфія: знання, навички та практики (спільно з Алжиром, Бахрейном, Єгиптом, Єменом, Іраком, Йорданією, Кувейтом, Ліваном, Мавританією, Об'єднаними Арабськими Еміратами, Оманом, Палестинською державою, Саудівською Аравією, Суданом, Тунісом)
- 2022 — Фінікова пальма, знання, навички, традиції та практики (спільно з Бахрейном, Єгиптом, Єменом, Іраком, Йорданією, Катаром, Кувейтом, Мавританією, Об'єднаними Арабськими Еміратами, Оманом, Палестинською державою, Саудівською Аравією, Суданом, Тунісом)

Потребують термінової охорони:
- 2017 — Тасківін, бойовий танець західного Високого Атласу

### Мексика
Представницький список:
- 2008 — Корінне свято, присвячене мертвим
- 2009 — Місця пам'яті й живих традицій народу отомі-чичимеки в Толімані: Пенья-де-Бернал, страж священної землі
- 2009 — Ритуальна церемонія воладорес
- 2010 — Пірекуа, традиційна пісня народу Пурепеча
- 2010 — Парачикос на традиційному січневому святі в Чіапа-де-Корсо
- 2010 — Традиційна мексиканська кухня — спадкова, наявна культура спільноти, парадигма Мічоакан
- 2011 — Маріачі, струнна музика, пісня та труба
- 2016 — Чаррерія, кінна традиція в Мексиці
- 2018 — Ля-ромеріа (паломництво): ритуальний цикл «Ля-ілевадв» (перенесення) Богородиці Сапопан
- 2019 — Ремісничий процес виготовлення талавери з Пуебли та Тласкали (Мексика) та кераміки з Талавера-де-ла-Рейна та Ель-Пуенте-дель-Арсобіспо (Іспанія) (спільно з Іспанією)

Реєстр добрих практик з охорони:
- 2012 — Кстакскгакет Макгкакстлавана: Центр мистецтв корінних народів і його внесок у збереження нематеріальної культурної спадщини племені тотонаків у Веракрусі, Мексика

### Мозамбік
Представницький список:
- 2008 — Тімбіла народності чопі
- 2008 — Гюле Вамкулу (спільно з Малаві, Мозамбіком, Замбією)

### Молдова
Представницький список:
- 2013 — Чоловічий гурт коліндат, Різдвяний ритуал (спільно з Румунією)
- 2016 — Традиційне виготовлення настінних килимів у Румунії та Республіці Молдова (спільно з Румунією)
- 2017 — Культурні звичаї пов'язані з 1 березня (спільно з Болгарією, Північною Македонією, Румунією)
- 2022 — Мистецтво традиційної блузи з вишивкою на плечі (алтиця) — елемент культурної самобутності в Румунії та Республіці Молдова (спільно з Румунією)

### Монголія
Представницький список:
- 2008 — Традиційна музика морінхуру
- 2008 — Уртин дуу, традиційна народна протяжна пісня (спільно з Китайською Народною Республікою)
- 2010 — Надом, монгольський традиційний фестиваль
- 2010 — Монгольське традиційне мистецтво хоомей
- 2013 — Традиційне ремесло з виготовлення монгольського ґера та пов'язані з ним звичаї
- 2014 — Монгольська стрільба з астрагалами
- 2019 — Традиційна техніка виготовлення аирагу в Хохуурі та пов'язані з нею звичаї
- 2021 — Соколине полювання, жива людська спадщина (спільно з Австрією, Бельгією, Ірландією, Іспанією, Італією, Казахстаном, Катаром, Киргизстаном, Марокко, Нідерландами, Німеччиною, Об'єднаними Арабськими Еміратами, Пакистаном, Південною Кореєю, Польщею, Португалією, Саудівською Аравією, Сирією, Словаччиною, Угорщиною, Францією, Хорватією, Чехією)

Потребують термінової охорони:
- 2009 — Монгол туулі, монгольський епос
- 2009 — Монгол бієлгее, монгольський традиційний народний танець
- 2009 — Традиційна музика цуура
- 2011 — Техніка виконання народної протяжної пісні й гри на лімбе — кругове дихання
- 2013 — Монгольська каліграфія
- 2015 — Ритуал вмовляння верблюдів
- 2017 — Монгольська традиційна практика поклоніння священним місцям

## Н

### Намібія
Представницький список:
- 2015 — Ошітуті шомагонго, фестиваль фруктів марула

Потребують термінової охорони:
- 2020 — Айксам/Гана/Об#АНС ТСІ//Хасігу, знання та навички музичного звуку предків

### Нігер
Представницький список:
- 2013 — Практики та знання, пов'язані з імзадом туарезьких громад Алжиру, Малі та Нігеру (спільно з Алжиром та Малі)
- 2014 — Практики та вираження жартівливих стосунків у Нігері

### Нігерія
Представницький список:
- 2008 — Усна спадщина геледе (спільно з Беніном, Того)
- 2008 — Система ворожіння іфа
- 2009 — Іжеле маскарад
- 2016 — Міжнародний рибальський і культурний фестиваль Аргунгу
- 2019 — Театральна вистава Кваг-Хір

### Нідерланди
Представницький список:
- 2017 — Ремесло мірошника, що керував вітряками та водяними млинами
- 2021 — Культура корсо, квіткові та фруктові паради в Нідерландах
- 2021 — Соколине полювання, жива людська спадщина (спільно з Австрією, Бельгією, Ірландією, Іспанією, Італією, Казахстаном, Катаром, Киргизстаном, Марокко, Монголією, Німеччиною, Об'єднаними Арабськими Еміратами, Пакистаном, Південною Кореєю, Польщею, Португалією, Саудівською Аравією, Сирією, Словаччиною, Угорщиною, Францією, Хорватією, Чехією)

### Нікарагуа
Представницький список:
- 2008 — Мова, танці й музика народу гарифуна (спільно з Белізом, Гватемалою, Гондурасом)
- 2008 — Ель-Гюгюенсе

### Німеччина
Представницький список:
- 2016 — Ідея та практика організації спільних інтересів у кооперативах
- 2017 — Майстерність виготовлення органу і музика
- 2018 — Блаудрук/Модротиск/Кекфестес/Модротлач, блоковий друк із захисним покриттям та фарбування індиго в Європі (спільно з Австрією, Словаччиною, Угорщиною, Чехією)
- 2021 — Соколине полювання, жива людська спадщина (спільно з Австрією, Бельгією, Ірландією, Іспанією, Італією, Казахстаном, Катаром, Киргизстаном, Марокко, Монголією, Нідерландами, Об'єднаними Арабськими Еміратами, Пакистаном, Південною Кореєю, Польщею, Португалією, Саудівською Аравією, Сирією, Словаччиною, Угорщиною, Францією, Хорватією, Чехією)
- 2022 — Практика танцю модерн в Німеччині
- 2022 — Лісосплав (спільно з Австрією, Іспанією, Латвією, Польщею, Чехією)

Реєстр добрих практик з охорони:
- 2020 — Ремісничі техніки та звичайні практики соборних майстерень, або Баугюттен, у Європі, ноу-хау, передача, розвиток знань та інновацій (спільно з Австрією, Норвегією, Францією, Швейцарією)

### Норвегія
Представницький список:
- 2019 — Практика традиційної музики та танців у Сетесдалі, гра, танці та спів (стев/стевйінг)
- 2021 — Північні традиції клінкерних човнів (спільно з Данією, Ісландією, Фінляндією, Швецією)

Реєстр добрих практик з охорони:
- 2016 — Човен осельвар — перебудова традиційного навчального процесу побудови та використання в сучасний контекст
- 2020 — Ремісничі техніки та звичайні практики соборних майстерень, або Баугюттен, у Європі, ноу-хау, передача, розвиток знань та інновацій (спільно з Австрією, Німеччиною, Францією, Швейцарією)

## О

### ОАЕ
Представницький список:
- 2012 — Аль-Тагруда, традиційна поезія бедуїнів в Об'єднаних Арабських Еміратах і Султанаті Оман (спільно з Оманом)
- 2014 — Аль-Айяла, традиційне виконавське мистецтво Султанату Оман і Об'єднаних Арабських Еміратів (спільно з Оманом)
- 2015 — Арабська кава, символ щедрості (спільно з Катаром, Оманом, Саудівською Аравією)
- 2015 — Меджліс, культурно-соціальний простір (спільно з Катаром, Оманом, Саудівською Аравією)
- 2015 — Аль-Разфа, традиційне виконавське мистецтво (спільно з Оманом)
- 2017 — Аль Азі, мистецтво виконання поезії хвали, гордості та сили духу
- 2020 — Перегони на верблюдах, соціальна практика та святкова спадщина, пов'язана з верблюдами (спільно з Оманом)
- 2020 — Аль-Афладж, традиційна іригаційна система в ОАЕ, усні традиції, знання та навички будівництва, обслуговування та справедливого розподілу води
- 2021 — Соколине полювання, жива людська спадщина (спільно з Австрією, Бельгією, Ірландією, Іспанією, Італією, Казахстаном, Катаром, Киргизстаном, Марокко, Монголією, Нідерландами, Німеччиною, Пакистаном, Південною Кореєю, Польщею, Португалією, Саудівською Аравією, Сирією, Словаччиною, Угорщиною, Францією, Хорватією, Чехією)
- 2021 — Арабська каліграфія: знання, навички та практики (спільно з Алжиром, Бахрейном, Єгиптом, Єменом, Іраком, Йорданією, Кувейтом, Ліваном, Мавританією, Марокко, Оманом, Палестинською державою, Саудівською Аравією, Суданом, Тунісом)
- 2022 — Аль Таллі, традиційні навички вишивання в Об'єднаних Арабських Еміратах
- 2022 — Альхедаа, усні традиції називання стада верблюдів (спільно з Оманом, Саудівською Аравією)
- 2022 — Фінікова пальма, знання, навички, традиції та практики (спільно з Бахрейном, Єгиптом, Єменом, Іраком, Йорданією, Катаром, Кувейтом, Мавританією, Марокко, Оманом, Палестинською державою, Саудівською Аравією, Суданом, Тунісом)

Потребують термінової охорони:
- 2011 — Аль Саду, традиційні навички ткацтва в Об'єднаних Арабських Еміратах

### Оман
Представницький список:
- 2009 — Аль-Бара, музика й танець долин Оману в Дофарі
- 2012 — Аль-Тагруда, традиційна поезія бедуїнів в Об'єднаних Арабських Еміратах і Султанаті Оман (спільно з Об'єднаними Арабськими Еміратами)
- 2012 — Аль-азі, елегія, процесійний марш і поезія
- 2014 — Аль-Айяла, традиційне виконавське мистецтво Султанату Оман і Об'єднаних Арабських Еміратів (спільно з Об'єднаними Арабськими Еміратами)
- 2015 — Арабська кава, символ щедрості (спільно з Катаром, Об'єднаними Арабськими Еміратами, Саудівською Аравією)
- 2015 — Меджліс, культурно-соціальний простір (спільно з Катаром, Об'єднаними Арабськими Еміратами, Саудівською Аравією)
- 2015 — Аль-Разфа, традиційне виконавське мистецтво (спільно з Об'єднаними Арабськими Еміратами)
- 2018 — Кінь і верблюд Ардхах
- 2020 — Перегони на верблюдах, соціальна практика та святкова спадщина, пов'язана з верблюдами (спільно з Об'єднаними Арабськими Еміратами)
- 2021 — Арабська каліграфія: знання, навички та практики (спільно з Алжиром, Бахрейном, Єгиптом, Єменом, Іраком, Йорданією, Кувейтом, Ліваном, Мавританією, Марокко, Об'єднаними Арабськими Еміратами, Палестинською державою, Саудівською Аравією, Суданом, Тунісом)
- 2022 — Альхедаа, усні традиції називання стада верблюдів (спільно з Об'єднаними Арабськими Еміратами, Саудівською Аравією)
- 2022 — Ханджар, ремісничі навички та соціальні практики
- 2022 — Фінікова пальма, знання, навички, традиції та практики (спільно з Бахрейном, Єгиптом, Єменом, Іраком, Йорданією, Катаром, Кувейтом, Мавританією, Марокко, Об'єднаними Арабськими Еміратами, Палестинською державою, Саудівською Аравією, Суданом, Тунісом)

## П

### Пакистан
Представницький список:
- 2016 — Навруз (спільно з Азербайджаном, Афганістаном, Індією, Іраком, Іраном, Казахстаном, Киргизстаном, Таджикистаном, Туреччиною, Туркменістаном, Узбекистаном)
- 2021 — Соколине полювання, жива людська спадщина (спільно з Австрією, Бельгією, Ірландією, Іспанією, Італією, Казахстаном, Катаром, Киргизстаном, Марокко, Монголією, Нідерландами, Німеччиною, Об'єднаними Арабськими Еміратами, Південною Кореєю, Польщею, Португалією, Саудівською Аравією, Сирією, Словаччиною, Угорщиною, Францією, Хорватією, Чехією)

Потребують термінової охорони:
- 2018 — Сурі Ягек (спостереження за сонцем), традиційна метеорологічна та астрономічна практика, заснована на спостереженні за сонцем, місяцем і зірками з посиланням на місцеву топографію

### Палестина
Представницький список:
- 2008 — Палестинський Хікає
- 2021 — Арабська каліграфія: знання, навички та практики (спільно з Алжиром, Бахрейном, Єгиптом, Єменом, Іраком, Йорданією, Кувейтом, Ліваном, Мавританією, Марокко, Об'єднаними Арабськими Еміратами, Оманом, Саудівською Аравією, Суданом, Тунісом)
- 2021 — Мистецтво вишивання в Палестині, звичаї, навички, знання та ритуали
- 2022 — Фінікова пальма, знання, навички, традиції та практики (спільно з Бахрейном, Єгиптом, Єменом, Іраком, Йорданією, Катаром, Кувейтом, Мавританією, Марокко, Об'єднаними Арабськими Еміратами, Оманом, Саудівською Аравією, Суданом, Тунісом)

### Панама
Представницький список:
- 2017 — Кустарні процеси та техніка рослинних волокон для плетіння талько, кринеха та пінта для капелюха пінтао
- 2018 — Ритуальні та святкові прояви культури Конго
- 2021 — Танці та вирази, пов'язані зі святом Тіла і Крові Христових

### Парагвай
Представницький список:
- 2020 — Практики та традиційні знання терере в культурі поха нана, напою предків гуарані в Парагваї

### Перу
Представницький список:
- 2008 — Усна спадщина та культурні прояви народу сапара (спільно з Еквадором)
- 2008 — Таквіле та його текстильне мистецтво
- 2010 — Уаконада, ритуальний танець Міто
- 2010 — Танець ножиць
- 2011 — Паломництво до святилища Господа Койлуріті
- 2013 — Знання, навички та ритуали, пов'язані зі щорічним оновленням мосту Квесвачака
- 2014 — Свято Діви Марії Канделярійській з Пуно
- 2015 — Танець Вітіті в долині Колка
- 2017 — Традиційна система водних суддів Коронго
- 2019 — «Хатахо де Негрітос» і «Хатахо де Палітас» з південно-центрального узбережжя Перу
- 2021 — Цінності, знання, традиції та звичаї народу Аваджун, пов'язані з гончарством

Потребують термінової охорони:
- 2011 — Ешува, Харакбут спів і молитви перуанського народу Уачіпайре

Реєстр добрих практик з охорони:
- 2009 — Охорона нематеріальної культурної спадщини аймара в Болівії, Чилі та Перу (спільно з Болівією, Чилі)

### Південна Корея
Представницький список:
- 2008 — Королівський родовий ритуал у храмі Чонмьо та його музика
- 2008 — Пансорський епічний спів
- 2008 — Фестиваль Каннин Даноє
- 2009 — Намсаданг Норі
- 2009 — Йонсанджае
- 2009 — Чеджу Чільмеоріданг Йонгденггут
- 2009 — Кангансуле
- 2009 — Чейонгму
- 2010 — Гаґок, цикли ліричних пісень у супроводі оркестру
- 2010 — Темогджан, традиційна дерев'яна архітектура
- 2011 — Джултагі, канатоходіння
- 2011 — Тхеккьон, традиційне корейське бойове мистецтво
- 2011 — Плетіння мосі (тонкого рамі) у регіоні Хансан
- 2012 — Аріран, лірична народна пісня в Республіці Корея
- 2013 — Кімджанг, приготування та обмін кімчі в Республіці Корея
- 2014 — Нонгак, музичний, танцювальний і ритуальний оркестр у Республіці Корея
- 2015 — Перетягування каната; обряди та ігри (спільно з В'єтнамом, Камбоджею, Філіппінами)
- 2016 — Культура Чеджу хеньо (жінки-дайвери)
- 2018 — Традиційна корейська боротьба (Ссірим/Щірим) (спільно з Північною Кореєю)
- 2020 — Йондеунгхе, фестиваль ліхтарів у Республіці Корея
- 2021 — Соколине полювання, жива людська спадщина (спільно з Австрією, Бельгією, Ірландією, Іспанією, Італією, Казахстаном, Катаром, Киргизстаном, Марокко, Монголією, Нідерландами, Німеччиною, Об'єднаними Арабськими Еміратами, Пакистаном, Польщею, Португалією, Саудівською Аравією, Сирією, Словаччиною, Угорщиною, Францією, Хорватією, Чехією)
- 2022 — Талчум, танцювальна драма в масках у Республіці Корея

### Північна Корея
Представницький список:
- 2014 — Народна пісня аріран у Корейській Народно-Демократичній Республіці
- 2015 — Традиція приготування кімчі в Корейській Народно-Демократичній Республіці
- 2018 — Традиційна корейська боротьба (Ссірим/Щірим) (спільно з Південною Кореєю)
- 2022 — Пхеньянський звичай ненмьон

### Північна Македонія
Представницький список:
- 2013 — Празник сорока Севастійських мучеників у Штипі
- 2014 — Копачка, соціальний танець із села Драмче, П'янець
- 2017 — Свято весни, Хидирлез (спільно з Туреччиною)
- 2017 — Культурні звичаї пов'язані з 1 березня (спільно з Болгарією, Молдовою, Румунією)

Потребують термінової охорони:
- 2015 — Гласоечко, чоловічий двоголосний спів у Дольньому Полозі

### Польща
Представницький список:
- 2018 — Традиція вертепу (шопка) у Кракові
- 2020 — Культура деревного бджільництва (спільно з Білоруссю)
- 2021 — Соколине полювання, жива людська спадщина (спільно з Австрією, Бельгією, Ірландією, Іспанією, Італією, Казахстаном, Катаром, Киргизстаном, Марокко, Монголією, Нідерландами, Німеччиною, Об'єднаними Арабськими Еміратами, Пакистаном, Південною Кореєю, Португалією, Саудівською Аравією, Сирією, Словаччиною, Угорщиною, Францією, Хорватією, Чехією)
- 2021 — Традиція квіткових килимів для свята Тіла і Крові Христових
- 2022 — Лісосплав (спільно з Австрією, Іспанією, Латвією, Німеччиною, Чехією)

### Португалія
Представницький список:
- 2011 — Фаду, міська популярна пісня Португалії
- 2013 — Середземноморська дієта (спільно з Грецією, Іспанією, Італією, Кіпром, Марокко, Хорватією)
- 2014 — Канте алентежано, поліфонічний спів з Алентежу, південна Португалія
- 2017 — Майстерність глиняних фігур Ештремошу
- 2019 — Зимові гуляння, карнавал у Поденсі
- 2021 — Громадські свята в Кампу-Майор
- 2021 — Соколине полювання, жива людська спадщина (спільно з Австрією, Бельгією, Ірландією, Іспанією, Італією, Казахстаном, Катаром, Киргизстаном, Марокко, Монголією, Нідерландами, Німеччиною, Об'єднаними Арабськими Еміратами, Пакистаном, Південною Кореєю, Польщею, Саудівською Аравією, Сирією, Словаччиною, Угорщиною, Францією, Хорватією, Чехією)

Потребують термінової охорони:
- 2015 — Виробництво пастуших дзвоників
- 2016 — Процес виробництва чорної кераміки бизальяйнш

Реєстр добрих практик з охорони:
- 2022 — Португальсько-галісійський кордон ICH: модель захисту, створена Понте…нас ондас! (спільно з Іспанією)

## Р

### Республіка Конго
Представницький список:
- 2021 — Конголезька румба (спільно з Демократичною Республікою Конго)

### Росія
Представницький список:
- 2008 — Культурний простір і усна культура семейських
- 2008 — Якутський героїчний епос Олонхо

### Румунія
Представницький список:
- 2008 — Ритуал калушари
- 2009 — Дойна
- 2012 — Майстерність Хорезуської кераміки
- 2013 — Чоловічий гурт коліндат, Різдвяний ритуал (спільно з Молдовою)
- 2015 — Парубкові танці в Румунії
- 2016 — Традиційне виготовлення настінних килимів у Румунії та Республіці Молдова (спільно з Молдовою)
- 2017 — Культурні звичаї пов'язані з 1 березня (спільно з Болгарією, Молдовою, Північною Македонією)
- 2022 — Традиції розведення коней породи ліпіцанер (спільно з Австрією, Боснією і Герцеговиною, Італією, Словаччиною, Словенією, Угорщиною, Хорватією)
- 2022 — Мистецтво традиційної блузи з вишивкою на плечі (алтиця) — елемент культурної самобутності в Румунії та Республіці Молдова (спільно з Молдовою)

## С

### Самоа
Представницький список:
- 2019 — Йє Самоа, тонкий мат і його культурна цінність

### Саудівська Аравія
Представницький список:
- 2015 — Арабська кава, символ щедрості (спільно з Катаром, Об'єднаними Арабськими Еміратами, Оманом)
- 2015 — Меджліс, культурно-соціальний простір (спільно з Катаром, Об'єднаними Арабськими Еміратами, Оманом)
- 2015 — Аларда Алнайдія, танець, гра на барабанах і поезія в Саудівській Аравії
- 2016 — Альмезмар, гра на барабанах і танці з палицями
- 2017 — Аль-Катт Аль-Асірі, жіноче традиційне оздоблення внутрішніх стін в Асірі, Саудівська Аравія
- 2020 — Традиційне плетіння Аль-Саду (спільно з Кувейтом)
- 2021 — Соколине полювання, жива людська спадщина (спільно з Австрією, Бельгією, Ірландією, Іспанією, Італією, Казахстаном, Катаром, Киргизстаном, Марокко, Монголією, Нідерландами, Німеччиною, Об'єднаними Арабськими Еміратами, Пакистаном, Південною Кореєю, Польщею, Португалією, Сирією, Словаччиною, Угорщиною, Францією, Хорватією, Чехією)
- 2021 — Арабська каліграфія: знання, навички та практики (спільно з Алжиром, Бахрейном, Єгиптом, Єменом, Іраком, Йорданією, Кувейтом, Ліваном, Мавританією, Марокко, Об'єднаними Арабськими Еміратами, Оманом, Палестинською державою, Суданом, Тунісом)
- 2022 — Альхедаа, усні традиції називання стада верблюдів (спільно з Об'єднаними Арабськими Еміратами, Оманом)
- 2022 — Знання та практика, пов'язані з вирощуванням кавових зерен Хавлані
- 2022 — Фінікова пальма, знання, навички, традиції та практики (спільно з Бахрейном, Єгиптом, Єменом, Іраком, Йорданією, Катаром, Кувейтом, Мавританією, Марокко, Об'єднаними Арабськими Еміратами, Оманом, Палестинською державою, Суданом, Тунісом)

### Сейшельські Острови
Представницький список:
- 2021 — Мутья

### Сенегал
Представницький список:
- 2008 — Канкуранг, обряд ініціації мандінка (спільно з Гамбією)
- 2013 — Хой, церемонія ворожіння серед серерів Сенегалу
- 2021 — Сібу Джен, кулінарне мистецтво Сенегалу

### Сербія
Представницький список:
- 2014 — Слава, святкування сімейної святої покрови
- 2017 — Коло, традиційний народний танець
- 2018 — Спів під супровід гуслє
- 2020 — Злакуське гончарство, ручне гончарство в с селі Злакуса
- 2022 — Соціальні практики та знання, пов'язані з приготуванням і вживанням традиційного сливового алкоголю — сливовиці

### Сирія
Представницький список:
- 2019 — Практики та майстерність, пов'язані з дамаською трояндою в Аль-Мрах
- 2021 — Аль-Кудуд аль-Халабія
- 2021 — Соколине полювання, жива людська спадщина (спільно з Австрією, Бельгією, Ірландією, Іспанією, Італією, Казахстаном, Катаром, Киргизстаном, Марокко, Монголією, Нідерландами, Німеччиною, Об'єднаними Арабськими Еміратами, Пакистаном, Південною Кореєю, Польщею, Португалією, Саудівською Аравією, Словаччиною, Угорщиною, Францією, Хорватією, Чехією)
- 2022 — Створення та гра на уді (спільно з Іраном)

Потребують термінової охорони:
- 2018 — Театр тіней

### Сінгапур
Представницький список:
- 2020 — Культура лоточників у Сінгапурі, громадські ресторани та кулінарні практики в багатокультурному міському контексті

### Словаччина
Представницький список:
- 2008 — Фуяра і її музика
- 2013 — Музика Терхової
- 2015 — Культура волинок
- 2016 — Театр ляльок у Словаччині та Чехії (спільно з Чехією)
- 2017 — Багатоголосний спів Горехронії
- 2018 — Блаудрук/Модротиск/Кекфестес/Модротлач, блоковий друк із захисним покриттям та фарбування індиго в Європі (спільно з Австрією, Німеччиною, Угорщиною, Чехією)
- 2019 — Дротарство, дротяне ремесло та мистецтво
- 2021 — Соколине полювання, жива людська спадщина (спільно з Австрією, Бельгією, Ірландією, Іспанією, Італією, Казахстаном, Катаром, Киргизстаном, Марокко, Монголією, Нідерландами, Німеччиною, Об'єднаними Арабськими Еміратами, Пакистаном, Південною Кореєю, Польщею, Португалією, Саудівською Аравією, Сирією, Угорщиною, Францією, Хорватією, Чехією)
- 2022 — Традиції розведення коней породи ліпіцанер (спільно з Австрією, Боснією і Герцеговиною, Італією, Румунією, Словенією, Угорщиною, Хорватією)

### Словенія
Представницький список:
- 2016 — Шкоф'я-Лока, гра Страсті Христові
- 2017 — Обходи Курентів від дверей до дверей
- 2018 — Коклюшне мереживо в Словенії
- 2018 — Мистецтво сухої кладки, знання та техніки (спільно з Грецією, Іспанією, Італією, Кіпром, Францією, Хорватією, Швейцарією)
- 2022 — Традиції розведення коней породи ліпіцанер (спільно з Австрією, Боснією і Герцеговиною, Італією, Румунією, Словаччиною, Угорщиною, Хорватією)
- 2022 — Бджільництво в Словенії, спосіб життя

### Судан
Представницький список:
- 2021 — Арабська каліграфія: знання, навички та практики (спільно з Алжиром, Бахрейном, Єгиптом, Єменом, Іраком, Йорданією, Кувейтом, Ліваном, Мавританією, Марокко, Об'єднаними Арабськими Еміратами, Оманом, Палестинською державою, Саудівською Аравією, Тунісом)
- 2022 — Фінікова пальма, знання, навички, традиції та практики (спільно з Бахрейном, Єгиптом, Єменом, Іраком, Йорданією, Катаром, Кувейтом, Мавританією, Марокко, Об'єднаними Арабськими Еміратами, Оманом, Палестинською державою, Саудівською Аравією, Тунісом)

### Східний Тимор
Потребують термінової охорони:
- 2021 — Тайс, традиційний текстиль

## Т

### Таджикистан
Представницький список:
- 2008 — Музика шаш-маком (спільно з Узбекистаном)
- 2016 — Навруз (спільно з Азербайджаном, Афганістаном, Індією, Іраком, Іраном, Казахстаном, Киргизстаном, Пакистаном, Туреччиною, Туркменістаном, Узбекистаном)
- 2016 — Плов, традиційна їжа та її соціальні та культурні контексти в Таджикистані
- 2018 — Чакан, мистецтво вишивки в Республіці Таджикистан
- 2021 — Фалак
- 2022 — Традиції оповідань, анекдотів про Ходжу Насреддіна/Моллу Насреддіна/Моллу Епенді/Апенді/Афенді Кожанасира (спільно з Азербайджаном, Казахстаном, Киргизстаном, Туреччиною, Туркменістаном, Узбекистаном)
- 2022 — Шовківництво та традиційне виробництво шовку для ткацтва (спільно з Азербайджаном, Афганістаном, Іраном, Туреччиною, Туркменістаном, Узбекистаном)

### Таїланд
Представницький список:
- 2018 — Кхон, танцювальна драма в масках у Таїланді
- 2019 — Нуад Тай, традиційний тайський масаж
- 2021 — Нора, танцювальна драма в південному Таїланді

### Того
Представницький список:
- 2008 — Усна спадщина геледе (спільно з Беніном, Нігерією)

### Тонга
Представницький список:
- 2008 — Лакалака, танці та співані мови Тонга

### Туніс
Представницький список:
- 2018 — Гончарна майстерність жінок Сеженану
- 2020 — Риболовля чарфії на островах Керкенна
- 2020 — Знання, ноу-хау та практики, що стосуються виробництва та споживання кускусу (спільно з Алжиром, Мавританією, Марокко)
- 2021 — Арабська каліграфія: знання, навички та практики (спільно з Алжиром, Бахрейном, Єгиптом, Єменом, Іраком, Йорданією, Кувейтом, Ліваном, Мавританією, Марокко, Об'єднаними Арабськими Еміратами, Оманом, Палестинською державою, Саудівською Аравією, Суданом)
- 2022 — Харісса, знання, навички та кулінарні та соціальні практики
- 2022 — Фінікова пальма, знання, навички, традиції та практики (спільно з Бахрейном, Єгиптом, Єменом, Іраком, Йорданією, Катаром, Кувейтом, Мавританією, Марокко, Об'єднаними Арабськими Еміратами, Оманом, Палестинською державою, Саудівською Аравією, Суданом)

### Туреччина
Представницький список:
- 2008 — Мистецтво меддахів, публічні оповідачі
- 2008 — Церемонія Мевлеві сема
- 2009 — Ашуг (менестрельська традиція).
- 2009 — Карагез
- 2010 — Сама, ритуал Алеві-Бекташі
- 2010 — Традиційні зустрічі сохбет
- 2010 — Фестиваль масляної боротьби Кірпкінар
- 2011 — Обрядова традиція кешкека
- 2012 — Фестиваль Месір маджуну
- 2013 — Турецька кавова культура та традиції
- 2014 — Ебру, турецьке мистецтво мармурування
- 2016 — Традиційне ремесло виготовлення чіні
- 2016 — Навруз (спільно з Азербайджаном, Афганістаном, Індією, Іраком, Іраном, Казахстаном, Киргизстаном, Пакистаном, Таджикистаном, Туркменістаном, Узбекистаном)
- 2016 — Культура приготування та обміну хліба: лаваш, катирма, джупка, юфка (спільно з Азербайджаном, Іраном, Казахстаном, Киргизстаном)
- 2017 — Свято весни, Хидирлез (спільно з Північною Македонією)
- 2018 — Спадщина діда Коркута/Коркута Ата, епічна культура, народні казки та музика (спільно з Азербайджаном, Казахстаном)
- 2019 — Традиційна турецька стрільба з лука
- 2020 — Традиційна інтелектуальна та стратегічна гра: тогизкумалак, тогуз коргоол, мангала (спільно з Казахстаном, Киргизстаном)
- 2020 — Мистецтво мініатюри (спільно з Азербайджаном, Іраном, Узбекистаном)
- 2021 — Хюсн-і Хат, традиційна каліграфія в ісламському мистецтві Туреччини
- 2022 — Культура чаю, символ ідентичності, гостинності та соціальної взаємодії (спільно з Азербайджаном, Туреччиною)
- 2022 — Традиції оповідань, анекдотів про Ходжу Насреддіна/Моллу Насреддіна/Моллу Епенді/Апенді/Афенді Кожанасира (спільно з Азербайджаном, Казахстаном, Киргизстаном, Таджикистаном, Туркменістаном, Узбекистаном)
- 2022 — Шовківництво та традиційне виробництво шовку для ткацтва (спільно з Азербайджаном, Афганістаном, Іраном, Таджикистаном, Туркменістаном, Узбекистаном)

Потребують термінової охорони:
- 2017 — Свистяча мова
- 2022 — Традиційна кам'яна кладка Ахлат

### Туркменістан
Представницький список:
- 2015 — Епічне мистецтво Горогли
- 2016 — Навруз (спільно з Азербайджаном, Афганістаном, Індією, Іраком, Іраном, Казахстаном, Киргизстаном, Пакистаном, Таджикистаном, Туреччиною, Узбекистаном)
- 2017 — Куштдепді обряд співу і танцю
- 2019 — Традиційне туркменське килимарство в Туркменістані
- 2021 — Майстерність виготовлення дутарів і традиційне музичне виконавське мистецтво в поєднанні зі співом
- 2022 — Традиції оповідань, анекдотів про Ходжу Насреддіна/Моллу Насреддіна/Моллу Епенді/Апенді/Афенді Кожанасира (спільно з Азербайджаном, Казахстаном, Киргизстаном, Таджикистаном, Туреччиною, Узбекистаном)
- 2022 — Шовківництво та традиційне виробництво шовку для ткацтва (спільно з Азербайджаном, Афганістаном, Іраном, Таджикистаном, Туреччиною, Узбекистаном)
- 2022 — Рукоділля в туркменському стилі (спільно з Іраном)

## У

### Уганда
Представницький список:
- 2008 — Виготовлення луб'яних тканин в Уганді

Потребують термінової охорони:
- 2012 — Бігвала, музика та танець гарбузової труби королівства Бусога в Уганді
- 2013 — Традиція емпаако батуро, уньйоро, батуку, батавенда та баньябінді західної Уганди
- 2014 — Церемонія очищення дитини чоловічої статі у ланго центральної північної Уганди
- 2015 — Усна традиція Кугере народів басонгора, баньябінді та батуро
- 2016 — Музика та танець на лірі чаші Маді

### Угорщина
Представницький список:
- 2009 — Свято Бусо в місті Мохач: карнавал в масках на честь закінчення зими
- 2012 — Народне мистецтво матіо, вишивка традиційної громади
- 2018 — Блаудрук/Модротиск/Кекфестес/Модротлач, блоковий друк із захисним покриттям та фарбування індиго в Європі (спільно з Австрією, Німеччиною, Словаччиною, Чехією)
- 2021 — Соколине полювання, жива людська спадщина (спільно з Австрією, Бельгією, Ірландією, Іспанією, Італією, Казахстаном, Катаром, Киргизстаном, Марокко, Монголією, Нідерландами, Німеччиною, Об'єднаними Арабськими Еміратами, Пакистаном, Південною Кореєю, Польщею, Португалією, Саудівською Аравією, Сирією, Словаччиною, Францією, Хорватією, Чехією)
- 2022 — Традиція угорського струнного оркестру
- 2022 — Традиції розведення коней породи ліпіцанер (спільно з Австрією, Боснією і Герцеговиною, Італією, Румунією, Словаччиною, Словенією, Хорватією)

Реєстр добрих практик з охорони:
- 2011 — Метод Танча: угорська модель передачі нематеріальної культурної спадщини
- 2016 — Охорона народної музичної спадщини за методом Кодая

### Узбекистан
Представницький список:
- 2008 — Культурний простір Байсунського району
- 2008 — Музика шаш-маком (спільно з Узбекистаном)
- 2009 — Катта Ашула
- 2014 — Аскія, мистецтво почуття гумору
- 2016 — Навруз (спільно з Азербайджаном, Афганістаном, Індією, Іраком, Іраном, Казахстаном, Киргизстаном, Пакистаном, Таджикистаном, Туреччиною, Туркменістаном)
- 2016 — Плов, культура і традиція
- 2019 — Хорезмський танець, Лазги
- 2020 — Мистецтво мініатюри (спільно з Азербайджаном, Іраном, Туреччиною)
- 2021 — Мистецтво бахши
- 2022 — Традиції оповідань, анекдотів про Ходжу Насреддіна/Моллу Насреддіна/Моллу Епенді/Апенді/Афенді Кожанасира (спільно з Азербайджаном, Казахстаном, Киргизстаном, Таджикистаном, Туреччиною, Туркменістаном)
- 2022 — Шовківництво та традиційне виробництво шовку для ткацтва (спільно з Азербайджаном, Афганістаном, Іраном, Таджикистаном, Туреччиною, Туркменістаном)

Реєстр добрих практик з охорони:
- 2017 — Маргіланський центр розвитку ремесел, збереження традиційних технологій виготовлення атласу та адрасу

### Україна
Представницький список:
- 2013 — Петриківський декоративний розпис як феномен українського орнаментального народного мистецтва
- 2019 — Традиція Косівської мальованої кераміки
- 2021 — Орнек, кримськотатарський орнамент і знання про нього

Потребують термінової охорони:
- 2016 — Козацькі пісні Дніпропетровщини
- 2022 — Культура приготування українського борщу

### Уругвай
Представницький список:
- 2009 — Кандомб та його соціокультурний простір: практика спільноти
- 2009 — Танго (спільно з Аргентиною)

## Ф

### Федеративні Штати Мікронезії
Представницький список:
- 2021 — Каролінська орієнтація та виготовлення каное

### Філіппіни
Представницький список:
- 2008 — Худхудські пісні іфугао
- 2008 — Дарангенський епос народу маранао озера Ланао
- 2015 — Перетягування каната; обряди та ігри (спільно з В'єтнамом, Камбоджею, Південною Кореєю)

Потребують термінової охорони::
- 2019 — Буклог, подячна ритуальна система Субаненів

Реєстр добрих практик з охорони:
- 2021 — Школа живих традицій (ШЖТ)

### Фінляндія
Представницький список:
- 2020 — Культура саун у Фінляндії
- 2021 — Каустіненська гра на скрипці та пов'язані практики та вирази
- 2021 — Північні традиції клінкерних човнів (спільно з Данією, Ісландією, Норвегією, Швецією)

### Франція
Представницький список:
- 2008 — Хода велетнів і драконів у Бельгії та Франції (спільно з Бельгією)
- 2009 — Малойя
- 2009 — Обюссонські гобелени
- 2009 — Традиція скрайбінгу у французькому фахверку
- 2010 — Гастрономічні страви французів
- 2010 — Майстерність виготовлення алансонського мережива
- 2010 — Співдружність, мережа для передачі знань та ідентичності на робочому місці
- 2011 — Кінний спорт у французькій традиції
- 2012 — Фест-ноз, святкове зібрання, засноване на колективній практиці традиційних танців Бретані
- 2013 — Лімузенські семирічні остенсії
- 2014 — Ґвока: музика, пісні, танці та культурні практики, що представляють ідентичність Гваделупи
- 2015 — Свята вогню літнього сонцестояння в Піренеях (спільно з Андоррою, Іспанією)
- 2016 — Карнавал в Гранвілі
- 2018 — Навички, пов'язані з парфумами в Грассі: вирощування парфумерних рослин, знання та обробка натуральної сировини та мистецтво парфумерної композиції
- 2018 — Мистецтво сухої кладки, знання та техніки (спільно з Грецією, Іспанією, Італією, Кіпром, Словенією, Хорватією, Швейцарією)
- 2019 — Альпінізм (спільно з Італією, Швейцарією)
- 2020 — Майстерність механічного годинникарства та художньої механіки (спільно зі Швейцарією)
- 2020 — Музичне мистецтво валторністів, інструментальна техніка, пов'язана зі співом, контролем дихання, вібрато, резонансом місця та святковістю (спільно з Бельгією, Італією, Люксембургом)
- 2020 — Мистецтво скляних намистин (спільно з Італією)
- 2021 — Соколине полювання, жива людська спадщина (спільно з Австрією, Бельгією, Ірландією, Іспанією, Італією, Казахстаном, Катаром, Киргизстаном, Марокко, Монголією, Нідерландами, Німеччиною, Об'єднаними Арабськими Еміратами, Пакистаном, Південною Кореєю, Польщею, Португалією, Саудівською Аравією, Сирією, Словаччиною, Угорщиною, Хорватією, Чехією)
- 2022 — Ведмежі гуляння в Піренеях (спільно з Андоррою)
- 2022 — Ремісницьке ноу-хау та культура французького багета

Потребують термінової охорони::
- 2009 — Канту-ен-пагйєлла, світська і літургійна форма корсиканської пісенної традиці

Реєстр добрих практик з охорони:
- 2020 — Ремісничі техніки та звичайні практики соборних майстерень, або Баугюттен, у Європі, ноу-хау, передача, розвиток знань та інновацій (спільно з Австрією, Німеччиною, Норвегією, Швейцарією)
- 2020 — Мартиніцький йол, від будівництва до вітрильної практики, модель збереження спадщини
- 2022 — Токаті, спільна програма для збереження традиційних ігор і спорту (спільно з Бельгією, Італією, Кіпром, Хорватією)

## Х

### Хорватія
Представницький список:
- 2009 — Двоголосний спів і гра в істрійському звукоряді
- 2009 — Свято святого Власія, покровителя Дубровника
- 2009 — Традиційне виробництво дитячих дерев'яних іграшок Хорватського Загір'я
- 2009 — Весняна хода королеви у Горянах
- 2009 — Хресна хода («за хрестом») острові Хвар
- 2009 — Щорічний карнавал звончарів з Каставщини
- 2009 — Хорватське мереживо
- 2010 — Пряничне ремесло з північної Хорватії
- 2010 — Синська алка, лицарський турнір у Сині
- 2011 — Бечарац, спів та гра зі східної Хорватії
- 2011 — Німе коло, мовчазний хоровод у Далматинській Загорі
- 2012 — Клапа, багатоголосний спів Далмації, південної Хорватії
- 2013 — Середземноморська дієта (спільно з Грецією, Іспанією, Італією, Кіпром, Марокко, Португалією)
- 2018 — Мистецтво cухої кладки, знання та техніки (спільно з Грецією, Іспанією, Італією, Кіпром, Словенією, Францією, Швейцарією)
- 2018 — Меджимурська попевка, народна пісня з Меджимур'я
- 2021 — Соколине полювання, жива людська спадщина (спільно з Австрією, Бельгією, Ірландією, Іспанією, Італією, Казахстаном, Катаром, Киргизстаном, Марокко, Монголією, Нідерландами, Німеччиною, Об'єднаними Арабськими Еміратами, Пакистаном, Південною Кореєю, Польщею, Португалією, Саудівською Аравією, Сирією, Словаччиною, Угорщиною, Францією, Чехією)
- 2022 — Традиції розведення коней породи ліпіцанер (спільно з Австрією, Боснією і Герцеговиною, Італією, Румунією, Словаччиною, Словенією, Угорщиною)
- 2022 — Свято Святого Трифона і коло (ланцюговий танець) Святого Трифона, традиції хорватів із Боки Которської (Которської затоки), які проживають у Республіці Хорватія

Потребують термінової охорони:
- 2010 — Спів ойканьє

Реєстр добрих практик з охорони:
- 2016 — Громадський проєкт збереження живої культури Ровіня/Ровіньо: екомузей батани
- 2022 — Токаті, спільна програма для збереження традиційних ігор і спорту (спільно з Бельгією, Італією, Кіпром, Францією)

## Ц, Ч

### Центральноафриканська Республіка
Представницький список:
- 2008 — Багатоголосний спів пігмеїв ака Центральної Африки

### Чехія
Представницький список:
- 2008 — Рекрутські танці Словацько-Вербунк
- 2010 — Масляне ходіння по домівках і маски в селах Глинецького району
- 2011 — Виїзд королів на південному сході Чехії
- 2016 — Театр ляльок у Словаччині та Чехії (спільно зі Словаччиною)
- 2018 — Блаудрук/Модротиск/Кекфестес/Модротлач, блоковий друк із захисним покриттям та фарбування індиго в Європі (спільно з Австрією, Німеччиною, Словаччиною, Угорщиною)
- 2020 — Ручне виготовлення ялинкових іграшок з дутого скла
- 2021 — Соколине полювання, жива людська спадщина (спільно з Австрією, Бельгією, Ірландією, Іспанією, Італією, Казахстаном, Катаром, Киргизстаном, Марокко, Монголією, Нідерландами, Німеччиною, Об'єднаними Арабськими Еміратами, Пакистаном, Південною Кореєю, Польщею, Португалією, Саудівською Аравією, Сирією, Словаччиною, Угорщиною, Францією, Хорватією)
- 2022 — Лісосплав (спільно з Австрією, Іспанією, Латвією, Німеччиною, Польщею)

Реєстр добрих практик з охорони:
- 2022 — Стратегія збереження традиційних ремесел: програма «Носії традицій народних промислів»

### Чилі
Представницький список:
- 2014 — Бейле Чіно

Потребують термінової охорони:
- 2022 — Кераміка Кінчамалі та Санта-Крус-де-Кука

Реєстр добрих практик з охорони:
- 2009 — Охорона нематеріальної культурної спадщини аймара в Болівії, Чилі та Перу (спільно з Болівією, Перу)

### Чорногорія
Представницький список:
- 2021 — Культурна спадщина Боканського флоту в Которі: святкова репрезентація пам'яті та культурної ідентичності

## Ш

### Швейцарія
Представницький список:
- 2016 — Свято виноградарів у Веве
- 2017 — Базельський карнавал
- 2018 — Ризик-менеджмент щодо лавин (спільно з Австрією)
- 2018 — Мистецтво сухої кладки, знання та техніки (спільно з Грецією, Іспанією, Італією, Кіпром, Словенією, Францією, Хорватією)
- 2019 — Процесії Страсного тижня в Мендрізіо
- 2019 — Альпінізм (спільно з Італією, Францією)
- 2020 — Майстерність механічного годинникарства та художньої механіки (спільно з Францією)

Реєстр добрих практик з охорони:
- 2020 — Ремісничі техніки та звичайні практики соборних майстерень, або Баугюттен, у Європі, ноу-хау, передача, розвиток знань та інновацій (спільно з Австрією, Німеччиною, Норвегією, Францією)

### Швеція
Представницький список:
- 2021 — Північні традиції клінкерних човнів (спільно з Данією, Ісландією, Норвегією, Фінляндією)

Реєстр добрих практик з охорони:
- 2018 — Програма «Земля легенд» для популяризації та відродження мистецтва оповідання в регіоні Крунуберг

### Шрі-Ланка
Представницький список:
- 2018 — Рукада Натія, традиційна лялькова драма на нитках у Шрі-Ланці
- 2021 — Традиційне ремесло виготовлення Думбара Рата Калала

## Я

### Ямайка
Представницький список:
- 2008 — Спадщина маронів Муртауна
- 2018 — Музика регі Ямайки

### Японія
Представницький список:
- 2008 — Театр ноґаку
- 2008 — Театр ляльок — нінґьо дзьорурі бунраку
- 2008 — Театр кабукі
- 2009 — Ґаґаку
- 2009 — Одзія-тидзими, Етіґо-дзефу: техніка виготовлення тканини з рамі в районі Уонума префектури Ніїґата
- 2009 — Оку-ното но Аенокото
- 2009 — Хаячіне каґура
- 2009 — Акіу-но Тауе-Одорі
- 2009 — Дайнічідо Бугаку
- 2009 — Даймокутате
- 2009 — Музика айнів
- 2009 — Чаккірако
- 2010 — Кумі одорі, традиційний музичний театр на Окінаві
- 2010 — Юкі-цумугі, спосіб виготовлення виробів з шовку
- 2011 — Мібу но Хана Тауе, ритуал пересадки рису в Мібу, Хіросіма
- 2011 — Храм Сада, священний танець у храмі Сада, Сімане
- 2012 — Наті-но-Денгаку, релігійне виконавське мистецтво, яке виконується на фестивалі вогню Наті
- 2013 — Вашьоку, традиційні харчові культури японців, особливо для святкування Нового року
- 2014 — Ваші, майстерність традиційного японського паперу ручної роботи
- 2016 — «Яма», «хоку», «ятай» — флоат фестивалі в Японії
- 2018 — Райхо-шин, ритуальні візити божеств у масках і костюмах
- 2020 — Традиційні навички, техніки та знання для збереження та передачі дерев'яної архітектури в Японії
- 2022 — Фурю-одорі, ритуальні танці, пройняті надіями і молитвами людей

## Примітка
1. ↑  Browse the Lists of Intangible Cultural Heritage and the Register of good safeguarding practices. Архів оригіналу за 24 вересня 2015. Процитовано 31 грудня 2019.
2. ↑  UNESCO - Browse the Lists of Intangible Cultural Heritage and the Register of good safeguarding practices. ich.unesco.org (англ.). Процитовано 23 квітня 2023.